# Comillas (Cantabria)
Comillas es un municipio y una villa de la comunidad autónoma de Cantabria (España) situado en la comarca de la Costa Occidental. Limita al norte con el mar Cantábrico, al sur con el municipio de Udías, al este con el de Ruiloba y Alfoz de Lloredo y al oeste con el de Valdáliga.
Destaca por sus edificios medievales y barrocos y por ser uno de los pocos lugares fuera de Cataluña en el que intervinieron artistas modernistas, siendo sus obras abundantes y visibles por toda la villa.
La localidad da nombre a la Universidad Pontificia Comillas ubicada originalmente en esta villa cántabra hasta su traslado a Madrid. Los antiguos edificios de la universidad son uno de los mejores ejemplos del modernismo de la localidad. Actualmente es un campus de la Universidad de Cantabria.
Por ubicarse en ella la Universidad de la que salieron importantes figuras eclesiásticas se la conoce popularmente como la «villa de los arzobispos». Desde la segunda mitad del siglo XIX, la familia real española comenzó a pasar sus veranos en Comillas, y como consecuencia gran parte de la nobleza española, cuyos muchos descendientes todavía frecuentan la villa cada verano. De este modo, Comillas dejó una huella de reliquias arquitectónicas como palacios y monumentos diseñados por artistas de renombre, particularmente catalanes como Gaudí o Domènech i Montaner. Sin embargo, a partir de la segunda mitad del siglo XX, Andalucía y las islas se popularizaron debido a la inclinación turística hacia destinos más soleados, por lo que lugares como Marbella, Sotogrande o Mallorca se convirtieron en atractivos destinos veraniegos para la alta sociedad. Pese a que la villa ha experimentado un gran incremento de veraneantes en los últimos años, aún mantiene su carácter como «el refugio de la aristocracia discreta y decadente».
El 5 de septiembre de 1881 el rey Alfonso XII decidió reunir a su consejo de ministros en la villa. Fue también la primera localidad española en tener luz eléctrica, patentada en 1879 por Thomas Edison.
En enero de 2024 Comillas ha recibido la catalogación como Uno de los pueblos más bonitos de España, convirtiéndose en miembro de la Asociación Los Pueblos Más Bonitos de España. 

## Toponimia
El topónimo Comillas o Cumiyas, como aparece registrado en documentos medievales, procede según apuntan varios autores, de la raíz celta kamb- convertida en komb- 'curvo'. Así pues Comillas se pronuniciaría Kombillas (dimin. de kombo 'curva') o ya más latinizado Cumbellas (dimin. de cŭmba 'vallecito') haciendo referencia a la orografía de la zona, caracterizada por un suave relieve de colinas y dolinas. La progresiva pérdida de la b en el grupo -MB- (conservado en el noroeste de la península) daría como resultado el topónimo actual de Comillas, que vendría a significar vallecito o zona entre valles y lomas redondeadas.

La historia etimológica coincide con la situación de Comillas, ya que antes de construirse las casas actuales, el pueblo se situaba entre tres colinas o lomas. La Cardosa donde se encuentra la Universidad Pontificia Comillas, la colina del Palacio de Sobrellano y la colina del Palacio de la Coteruca.
Otra versión fabulosa del origen del término, hace referencia a la distancia con San Vicente de la Barquera (cinCO MILLAS).

## Geografía
Comillas da su nombre a su playa, de arena dorada fina. Aparte de su playa, esta villa tiene numerosos acantilados como los del Cabrero y La Garita.
Al oeste de Comillas se encuentra la ría de la Rabia (localidad que pertenece a Comillas), un parque de aves acuáticas donde se pueden encontrar cisnes y patos. La ría desemboca en Valdáliga, en el remanse del parque natural de Oyambre. Este parque es una playa con unas dunas espléndidas.

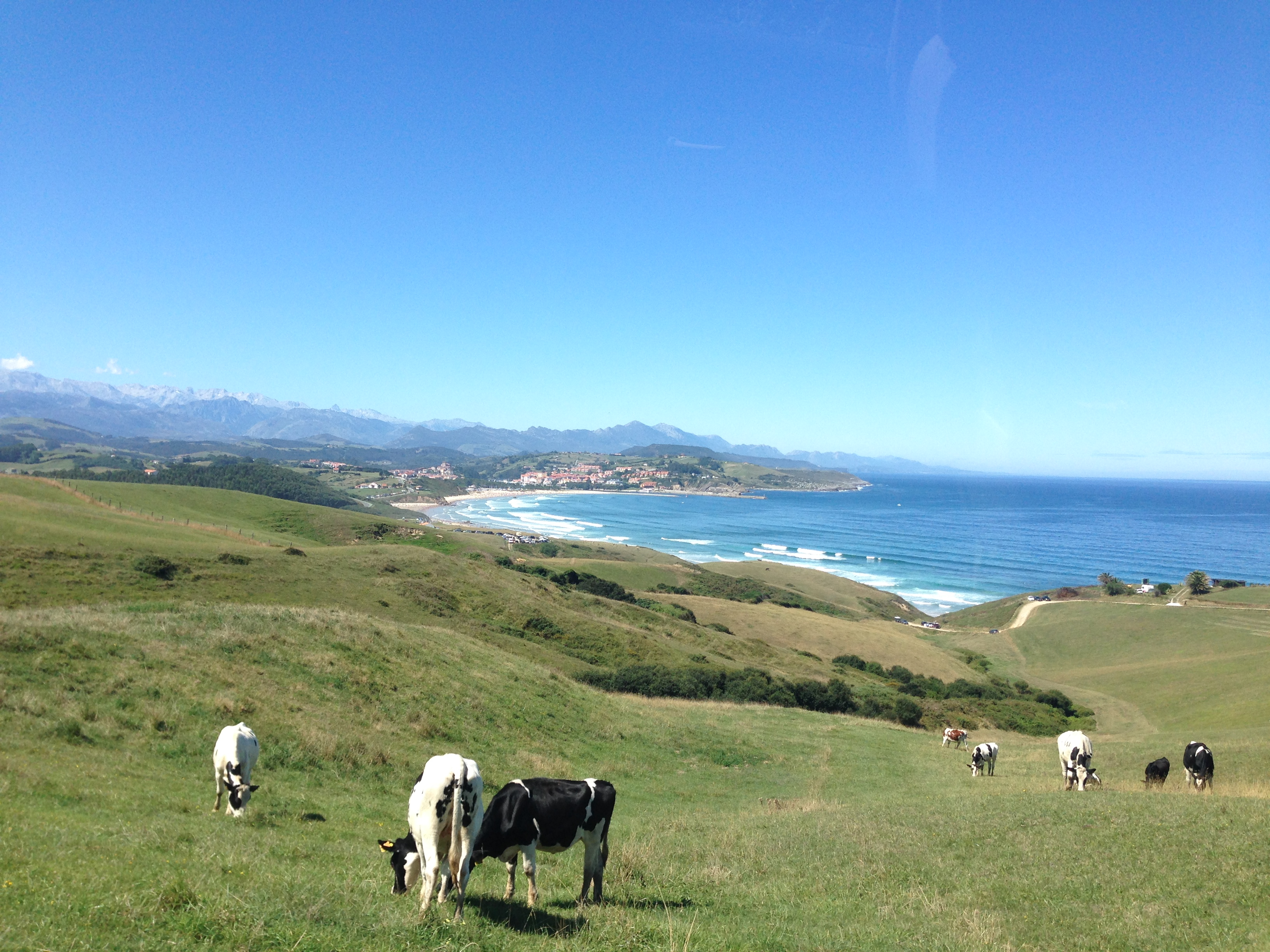
La playa de Gerra. Al fondo, los Picos de Europa

Esta playa tiene un monumento (el pájaro amarillo) por haber aterrizado aviones de América que se habían quedado sin combustible y los vecinos hicieron este monumento en su honor.
La playa va desde Trasvía (Comillas) hasta el cabo de Oyambre (Valdáliga-San Vicente de la Barquera).
Comillas está rodeado por el monte Corona. En él hay toda clase de árboles, donde resaltan los castaños. También hay una diversa fauna de Cantabria.

## Símbolos
El municipio tiene como símbolos un escudo y una bandera. La bandera está formada por dos franjas horizontales de igual anchura, siendo blanca la superior y azul oscura (añil) la inferior. Los colores representan al agua del mar Cantábrico y el blanco de la espuma de las olas.
En 2006, el municipio propuso al Parlamento de Cantabria la adopción del lábaro cántabro como bandera oficial de Cantabria, y coloca dicha bandera en el balcón de la Casa Consistorial durante la celebración de las fiestas locales.
El escudo de Comillas es de forma cuadrilonga, con la punta redondeada de estilo español. En campo de azur una torre de oro almenada y mazonada, aclarada de azur, sobre unas rocas en su color natural y siniestrada de una nao de vela, también en su color natural que con la proa ha roto una cadena de sable que sale desde la torre al flanco izquierdo del escudo; todo sobre ondas de agua de plata y azur, puestas de punta. Timbrado con la corona Real Española.
La parte histórica del escudo reproduce el emblema de la conquista de Sevilla por marinos cántabros, asturianos y gallegos, en 1248, con la torre (representando la Torre del Oro) y una nave que rompe con su proa las cadenas que cerraban el paso por el río Guadalquivir (representando el puente de barcas atadas por cadenas que entonces unía Sevilla y Triana). Simboliza los ocho siglos de actividad que caracterizaron a la Cantabria marítima.
Por ese transcendental suceso, a cuyo fin contribuyeron las villas asturianas (Avilés, Castrillón, Ribadedeva...), gallegas y cántabras, aportando las naves y sus dotaciones, las cadenas que rompieron las naves de Bonifaz pasaron a figurar en la heráldica de muchas de aquellas villas marineras, que se disputan la naturaleza de las dos naves que realizaron la temeraria hazaña.

## Historia

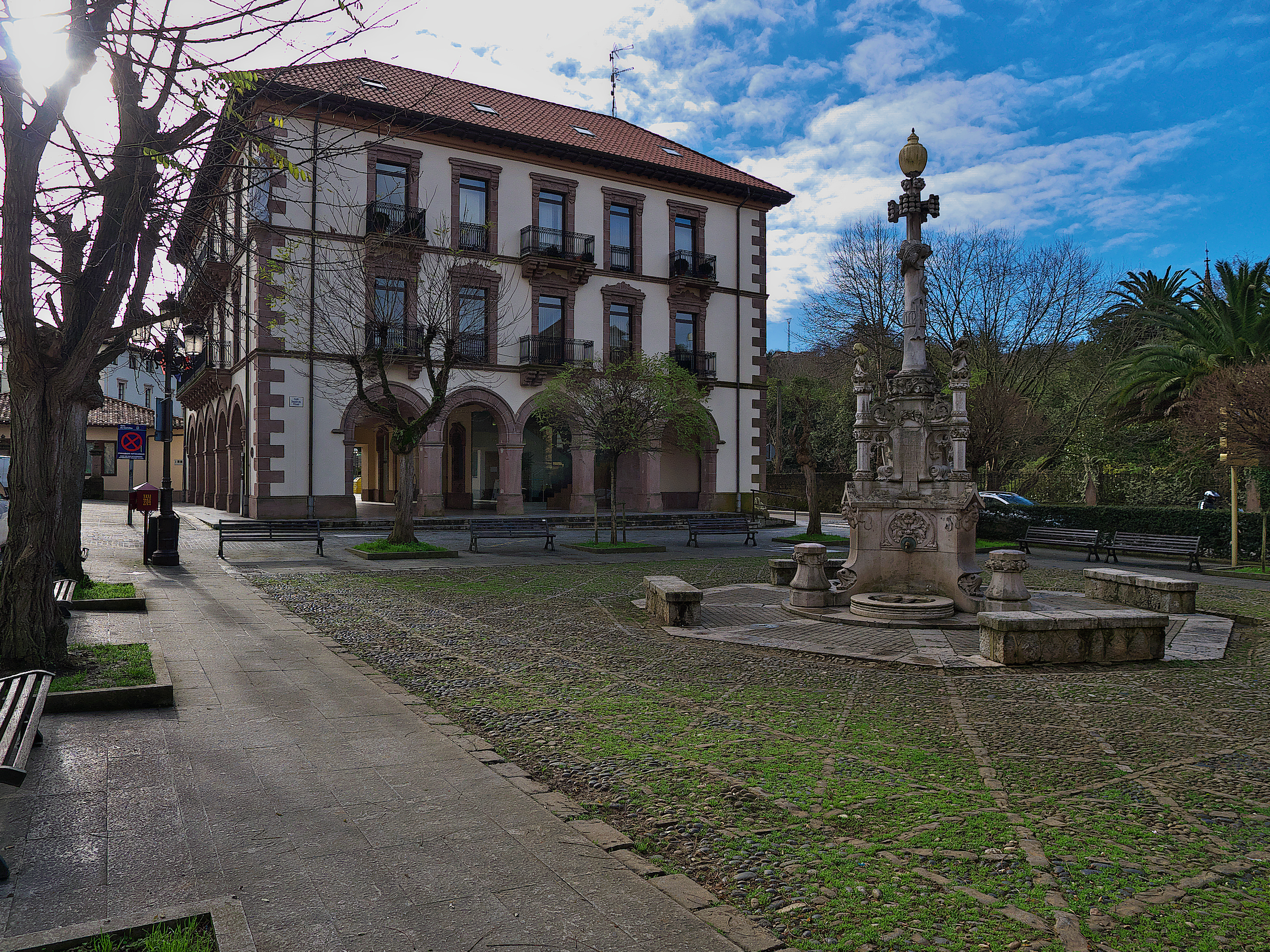
Fuente de los Tres Caños y Ayuntamiento de Comillas

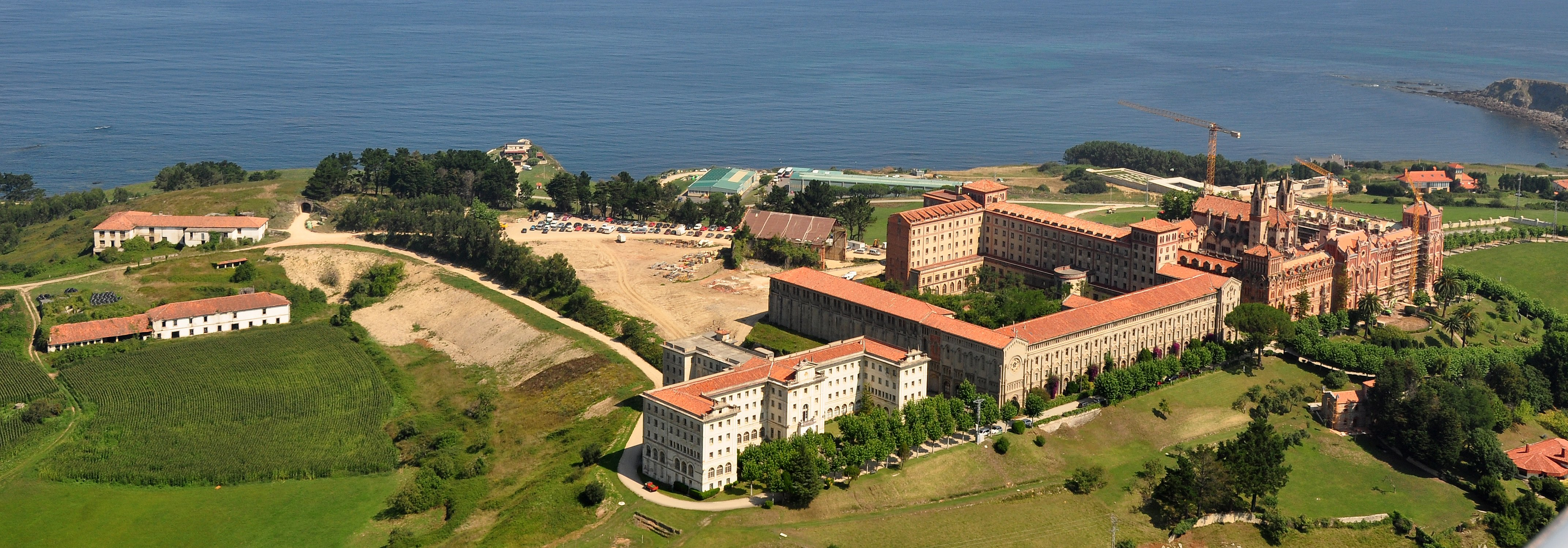
Edificios de la Universidad Pontificia Comillas, sede de la Fundación Comillas

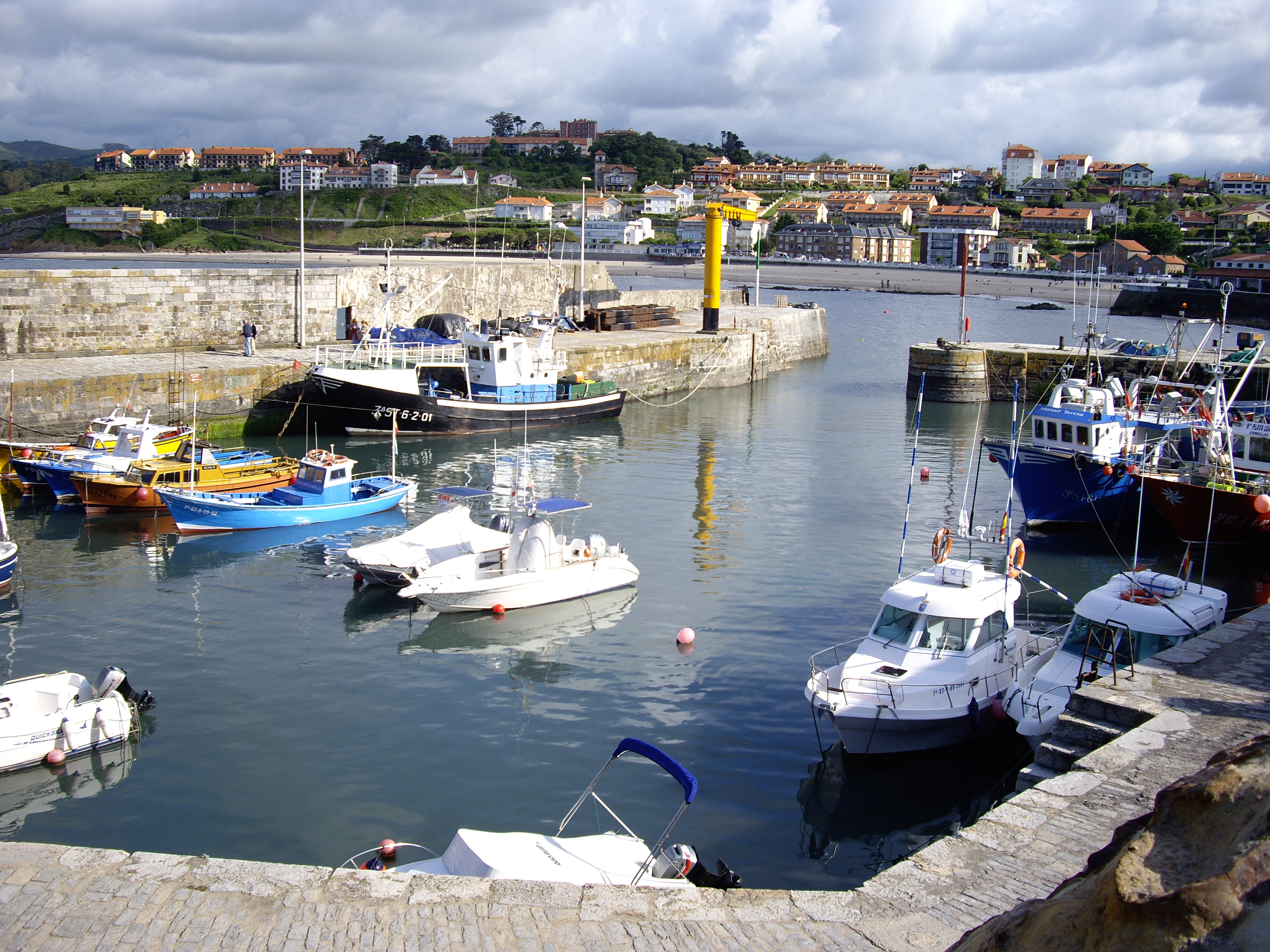
Vista parcial del puerto de Comillas

### Prehistoria
La peculiar orografía de Comillas, con numerosas simas y cavernas, propició el asentamiento hace miles de años de hombres primitivos que vivieron y expresaron su arte representando pinturas y figuras con técnicas y coloridos extraordinarios.
- Cueva de La Meaza

Situada en el municipio de Comillas, en Ruiseñada, tiene una gran sala inicial con indicios magdalenienses, azilienses y de la Edad del Bronce. Presenta una pintura abstracta formada por líneas sinuosas de puntuaciones en rojo y una mano en negativo, casi con seguridad Paleolíticas.
- Cuevas de Portillo

Situadas en el límite entre Comillas y Ruiloba, algunas tienen una gran profundidad y numerosas galerías. Se han encontrado numerosos concheros de origen Neolítico, lo que demuestra la actividad pesquera que ya realizaban en la prehistoria, fue una cultura muy especializada en el marisqueo aunque también cazaba, por lo que se buscó asentamientos que tuvieran cerca la montaña y la mar.
- Mina Numa

Situada en La Molina (Ruiseñada) esta mina explotada desde la antigüedad y en la que se han encontrado utensilios y monedas de época romana, así como un ara dedicada al dios Júpiter. También se han encontrado restos de puntas de flechas.

### Edad Antigua
A esta época pertenece el castro de la Peña del Castillo situado a tres kilómetros antes de entrar en la zona urbana de Comillas. Se conservan los restos de su muralla entremezclados con los restos del castillo que fue erigido en época medieval.
La romanización llegó a Comillas, y esto se sabe porque entre los jardines del Palacio de Sobrellano se hallan entre los ramajes pocos restos de ruinas de grutas artificiales, columnas y sarcófagos de origen romano. Los romanos también sacaban metales de la ría de la Rabia y de Portillo, minas que ya eran explotadas en la Edad de los Metales en la Prehistoria. Aunque los romanos estuvieron en Comillas no se conoce como villa hasta la Edad Media, ya que era un lugar de tránsito donde los romanos no edificaron gran cosa. Lo que se conoce como la villa de Comillas consolidada se da a conocer en el siglo X y XI en plena Edad Media (entre los años 900 y 1000) donde se empiezan a construir viviendas, por donde hoy está el barrio de Velecio.

### Edad Media
Los documentos más antiguos relativos a Comillas datan del siglo XI, aunque la mayor parte de ellos se perdió tras un incendio en la Casa Consistorial. Su historia aparecía documentada en el año 1088, al formar su población gentes de behetría, que desempeñaban la condición de hombres libres que disfrutaban la facultad de elegir señor a quien quisieran sin otra restricción que hacerlo entre los descendientes de un determinado linaje, vinculado con la Casa de la Vega. 

En 1492, al morir en Valladolid Leonor de la Vega, Íñigo López de Mendoza, obtuvo en 1444 del rey Juan II de Castilla el título de marqués de Santillana. Tres años después también le asignó ese monarca las localidades de su jurisdicción, entre las que figuraba la villa de Comillas 

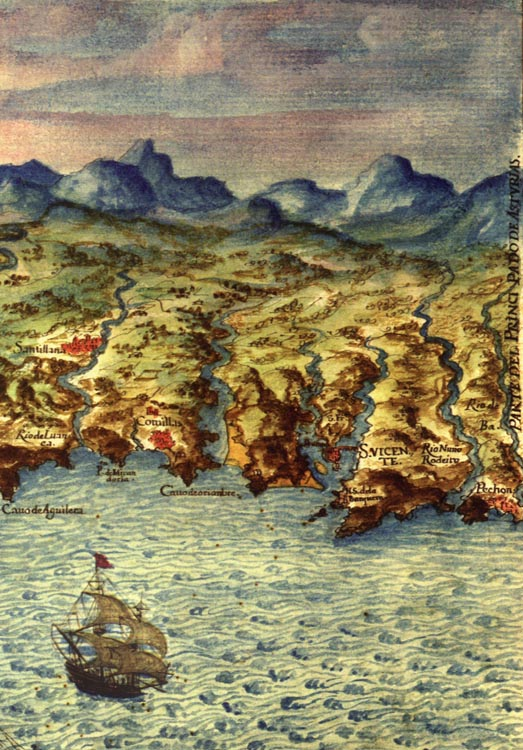
Mapa de la costa de Comillas en 1630

Garcilaso I de la Vega edificó a comienzos del siglo XIV una torre (conocida en la villa como El Torreón) junto al surgidero de Comillas, para disputar a San Vicente de la Barquera su dominio marítimo en ese sector de la costa. Tras el Pleito de los Valles, la villa pasó a formar parte de la realenga provincia de Nueve Valles. Históricamente este municipio fue uno de los cuatro que integraban el Alfoz de Lloredo, que a su vez era uno de los famosos nueve valles que pleitearon contra los marqueses de Santillana en defensa de su condición de realengo.
Aparte del linaje de la Vega en la villa de Comillas, se construyó una iglesia parroquial, que parece haber pertenecido a un templo de estilo bizantino completado en los siglos XI y XII, pero que más tarde los cristianos en las ruinas de esta iglesia construirán otra iglesia parroquial medieval gótica en el siglo XV (actualmente es dónde se encuentra el cementerio de Comillas que en el siglo XIX cambió por completo tras los artistas modernistas, dejando también las ruinas medievales).

### Edad Moderna
Cuenta la tradición, entrado el siglo XVI, que el templo donde actualmente se sitúa el cementerio (antigua iglesia gótica) fue abandonado por la población tras un percance suscitado durante la misa mayor de un domingo entre varios vecinos y el administrador del duque del Infantado, por la cesión de unos asientos reservados a los feudatarios de estas tierras. Unos hechos que eran la continuación del enfrentamiento y hastío del pueblo contra el duque del Infantado, hartos de sufrir la opresión y continuos desprecios de dicho duque estos se rebelan ya abiertamente contra el administrador, el duque y el párroco. Todos a una los feligreses juraron no volver a pisar la iglesia y decidieron abandonarla, lo que derivo en un pleito entre el duque y la Iglesia de un lado y el pueblo de otro. La Iglesia sintiéndose injuriada manda sancionar al pueblo de Comillas con la excomunión y entredicho, motivo por el que durante cerca de un año no pudiesen recibir los Santos Sacramentos, hasta que la intervención del regidor de la villa, bajo juramento, acordó con sus convecinos construir un nuevo templo en el que no existieran privilegios si se les levantaba la pena, a lo que la Iglesia accedió pidiendo para conseguir el perdón, que en señal de penitencia los hidalgos y pecheros del municipio fuesen a la iglesia un domingo en procesión vestidos solamente de jubones, desnudos de cintura para arriba pero con dogal y con coroza, mientras el pregonero declare sus delitos.
La construcción de la nueva parroquia se comenzó veinticinco años después. Durante este tiempo, los oficios religiosos se celebraron en la ermita de San Juan, situada en el lugar que ocupaba el edificio de la Casa de la Villa, hoy centro de interpretación turística.
Con el tiempo, la antigua parroquia fue reutilizada como cementerio.
Pleito distinto fue el que ganaron los comillanos, apoyados en este caso por los mencionados marqueses, frente a la villa de San Vicente de la Barquera, que sostenía que su fuero de 1210 les otorgaba el monopolio para comerciar y pescar en la costa occidental de Cantabria, fuero que prohibía faenar a la pesca a dos leguas al este y al oeste de San Vicente de la Barquera, teniendo los pescadores de Comillas que atracar sus barcos en Puerto Calderón de la vecina Oreña durante la duración del pleito que a la final fallaron los Reyes Católicos en el año 1500 a favor de Comillas, demostrando estos para su defensa que desde muy antiguo se venía faenando las gentes de la mar en dicha villa. Al final Comillas logró romper el monopolio barquereño y durante la Edad Moderna fue un activo puerto pesquero, destacando sus pescadores en la difícil empresa de la captura de la ballena.

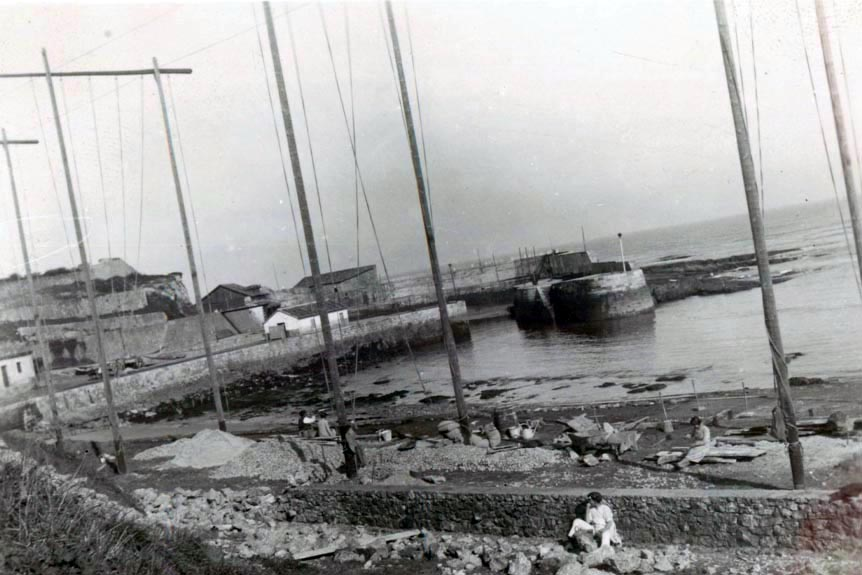
Secadero de redes en el puerto de Comillas

#### Industria ballenera
Una de las actividades principales de Comillas fue la captura de las ballenas, la ballena franca del Cantábrico, la más lenta de todas las especies y que además tenía la particularidad de que al ser arponeadas al morir no se hundían al fondo sino que permanecían a flote, lo que facilitaba las capturas. Estaban presentes en las costas cantábricas de noviembre a marzo. Eran oteadas desde las atalayas (situadas en Portillo, Santa Lucía, Trasvía y Oyambre) y desde ellas el atalayero daba el aviso al resto de sus compañeros, con señales de humo, cuernos o banderas. 

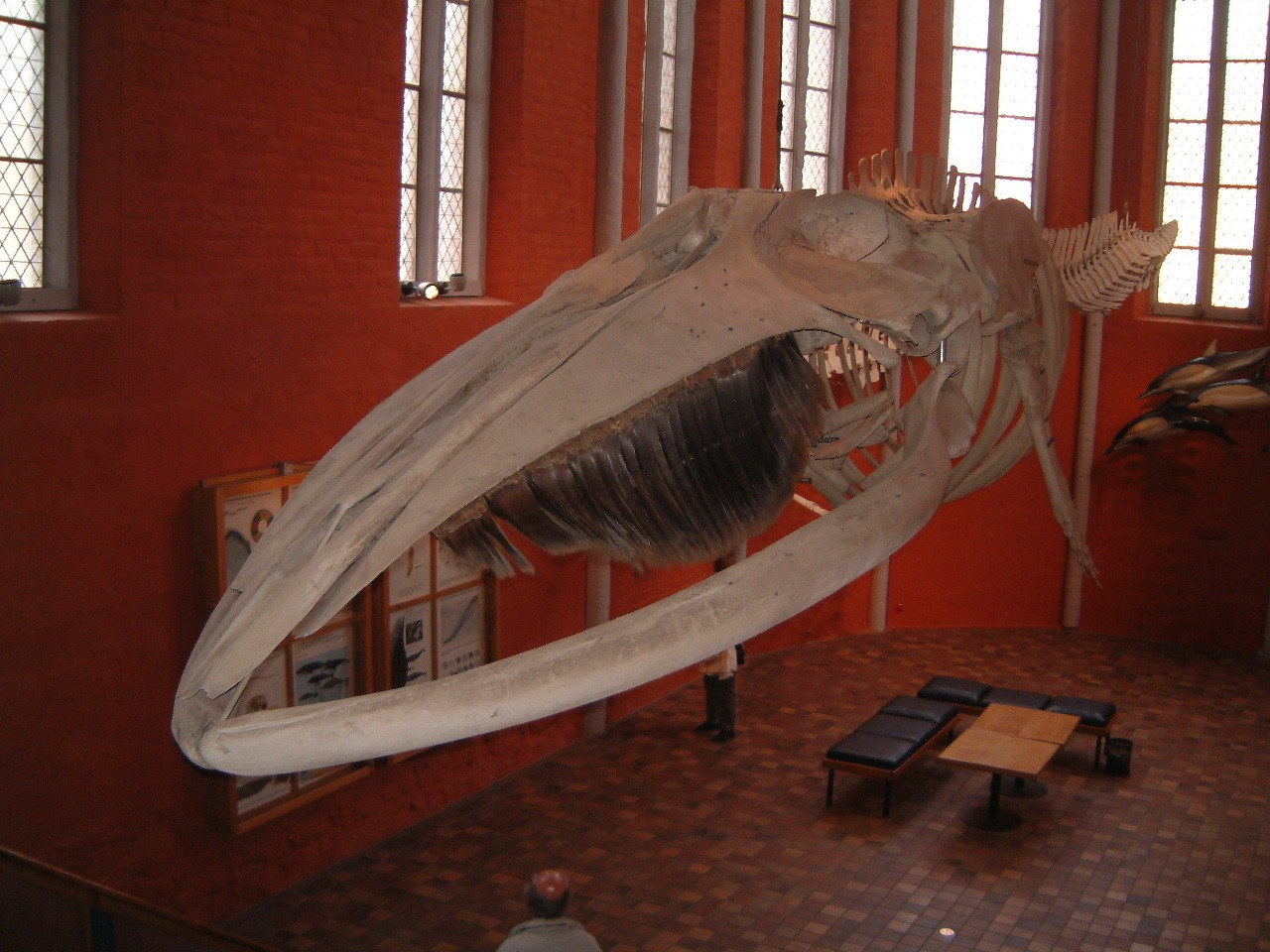
Esqueleto de rorcual común

 Las pinazas se lanzaban al mar, con el arponero en la proa. Lanzado el primer arpón, el cetáceo quedaba herido y unido a la barcaza por la cuerda, lo que facilitaba que el resto de embarcaciones desangrasen al animal hasta que, debilitado, podía ser conducido a tierra.
Ya en la playa, en la conocida como Piedra de la Ballena era despiezada. Parece ser que según las costumbres de la época, el primer trozo era para el atalayero, una parte para la Iglesia y otra para el Consistorio. Luego, era transportada a la Casa Consistorial Ballenera (hoy cuartel de la guardia civil) y a las cabañas, donde se procedía a su transformación en aceite o saín.
Además de los marineros comillanos, para estas costeras se censaban en la temporada de invierno los marineros vascos, con el fin de poder participar en las capturas y comerciar con sus productos.
En el verano de 1676 una terrible galerna azotó a los marineros de Comillas quiénes faenaban en los barcos cerca de la costa. El párroco rezó al Santo Cristo del Amparo y la galerna fue amainando. Los comillanos de entonces creyeron en el milagro de que el Santo Cristo del Amparo había salvado a sus seres queridos. Desde entonces el Santo Cristo del Amparo empezó a ser el patrón de los marineros, celebrando cada verano una fiesta en su honor.
En 1720 concluyó la actividad ballenera en Comillas, pero fue tal la fama de los arponeros comillanos que 60 años después, aún eran reclamados en Canarias.
Aún hoy se sigue recordando a Ignacio Fernández de Castro como el más importante ballenero comillano.
Comillas fue considerada la capital de las villas marineras en la pesca de la ballena desde el siglo XVI al siglo XVIII, siendo el último puerto ballenero del Cantábrico y el más pequeño de todos, motivo por el cual está registrado en El libro Guinness de los récords.
Cuando desaparecieron los cetáceos (siglo XIX), la reducida flota se recalificó en la captura de la sardina, la caballa y el bonito.

### Edad Contemporánea
Como decíamos, la pesca en Comillas ya se realizaba desde antaño siendo esta una de las principales actividades económicas. En un principio, se realizaba con pinazas que varaban en la playa. El fin era satisfacer las necesidades de la población o bien efectuar el trueque con pueblos vecinos. El puerto que hoy conocemos no se empieza a construir hasta el año 1603, concluyéndose algo más de un siglo después, en 1716.
El puerto de Comillas nunca fue un puerto comercial, aunque a finales del siglo XIX se embarcara mineral de zinc procedente de los yacimientos de la comarca.
Fue en la segunda mitad del siglo XIX cuando realmente experimentó una importante eclosión de la mano de un incipiente turismo de ‘baños de ola’, que atrajo al norte de la Península a veraneantes de diferentes regiones españolas y extranjeras y, sobre todo, a un personaje, Antonio López del Piélago y López de Lamadrid, primer marqués de Comillas, quien se volcó con su villa natal tras salir airoso de sus negocios al otro lado del Atlántico, y de su hijo, Claudio López Bru, segundo marqués de Comillas.

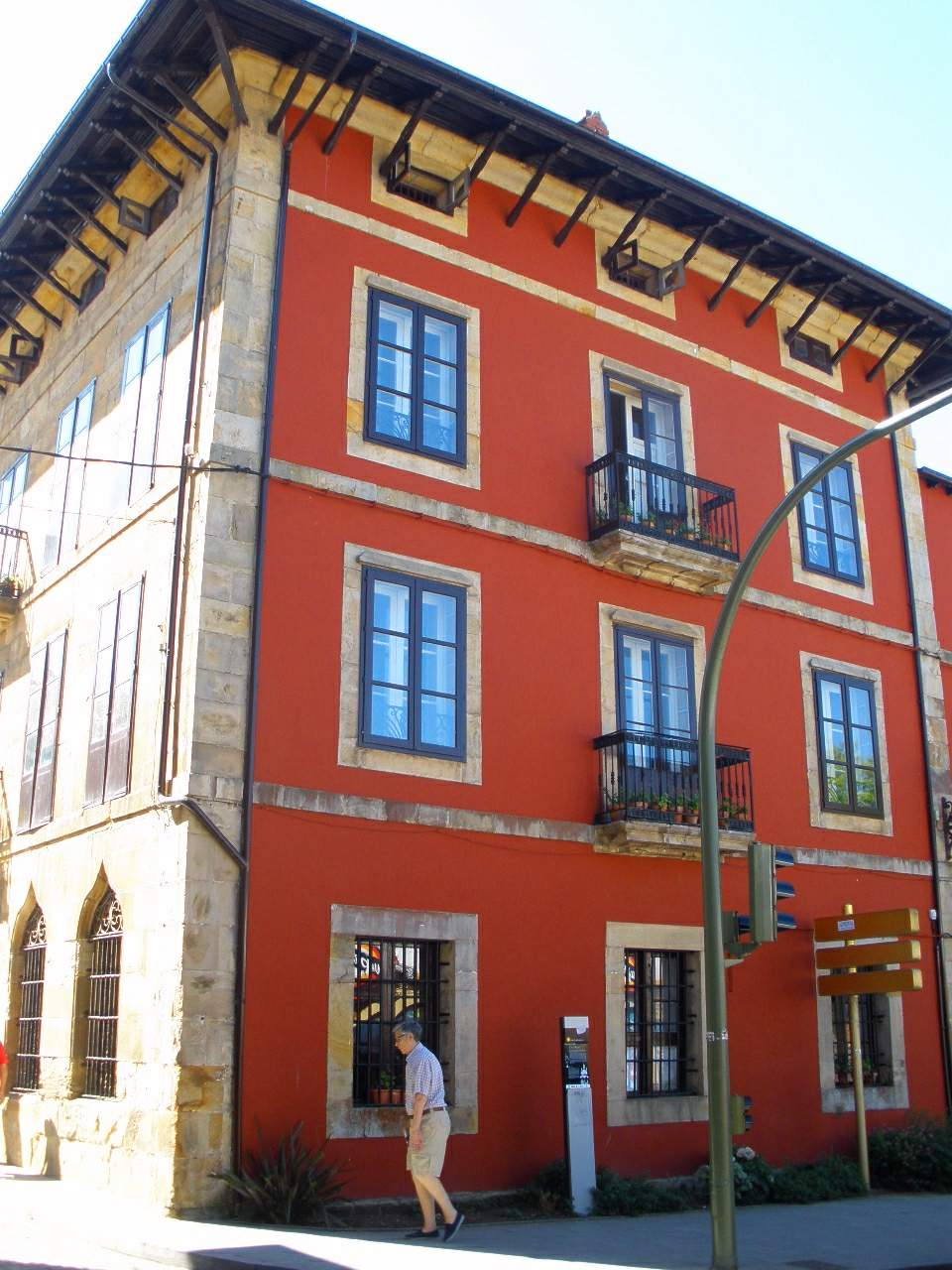
Casa Ocejo, palacete del conde de Orgaz en la plaza de Tres Caños

En el año 1881 Antonio López y López, primer marqués de Comillas, invita al rey español Alfonso XII, con quien le unía una gran amistad, a su tierra natal.
La visita, que se fijó para el 6 de agosto, fue determinante para el posterior devenir de Comillas. Esta se vio inmersa durante meses en un continuo ajetreo con una única finalidad, transformar la villa en un lugar digno de reyes.
La villa se engalanó en sus accesos con arcos de bienvenida que representaban los distintos oficios de la localidad. Pero sin duda, uno de los hechos más espectaculares para aquel día fue la disposición a lo largo de la villa de 30 farolillos que debían iluminarse con la llegada del rey. Este hecho determinó que Comillas se convirtiese en la primera localidad española con luz eléctrica en sus calles (hacía menos de un año que Thomas Alva Edison había inventado la lámpara incandescente y se trajeron desde sus laboratorios en Newcastle y París, la maquinaria de vapor que lo alimentaba se trajo desde Barcelona) y simbólicamente, capital de España por un día. Ya que Alfonso XII reunió al Consejo de Ministros en la Casa Ocejo durante ese veraneo en la villa.
Para esta ocasión, Alfonso XII vino acompañado de su mujer María Cristina, sus hermanas y su hija. Se alojaron en la casona-palacio de Ocejo, cuyos interiores habían sido transformados al gusto de la época por varios decoradores y artesanos catalanes. En los jardines, se instaló un kiosco-fumador diseñado por un joven Gaudí, con paradero desconocido. Y esta casa fue escenario además, de la celebración el 5 de septiembre de un congreso de ministros, para lo cual Comillas tuvo que convertirse por un día en capital de España. Asistieron, además del propio rey, el entonces presidente del Consejo, Sagasta y los generales Pavía y Martínez Campos.
Los otros dos grandes acontecimientos en aquellos días, fueron, la presentación al Rey del primer buque español con casco de acero y la inauguración de la capilla-panteón.

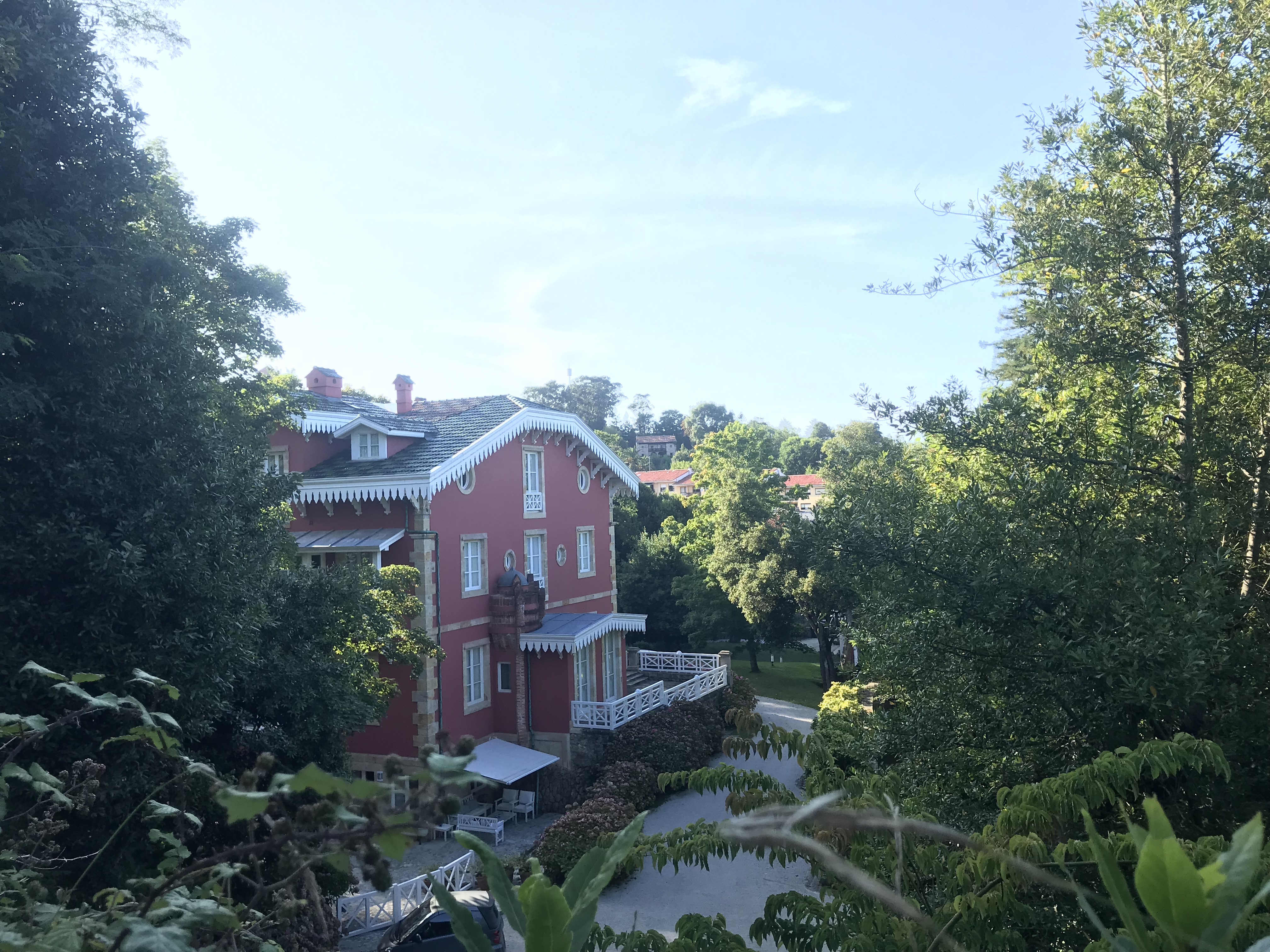
Arquitectura indiana, abundante en Comillas

El rey repite su visita a la villa al año siguiente, el 26 de julio de 1882. En esta ocasión acudió solo, si bien el 23 de agosto se unen a él su madre, Isabel II y las infantas Paz y Eulalia. La llegada de la reina supuso para Comillas algo similar a lo vivido el año anterior. Se repite la recepción con arcos de bienvenida, cañonazos, cohetes y repique de campanas, a su llegada a Portillo. Isabel II y sus hijas permanecen en la villa hasta el 27 de septiembre, dedicando su tiempo a baños en la playa (los llamados baños de ola), visitas a otras localidades, fiestas en la Coteruca o en la casa de Ocejo e incluso romerías, como la celebrada el 24 de agosto en la Cruz Verónica. Pero uno de los acontecimientos más especiales fue la celebración en el Ayuntamiento de diversas conferencias con sesiones teóricas y experimentales sobre las aplicaciones de la electricidad, llevadas a cabo por los mejores especialistas de la época.
Estas visitas regias ejercerán como un imán para burgueses enriquecidos y aristócratas en su afán de estar próximos a la corte y serán además, uno de los puntos desencadenantes de la gran transformación que sufrirá un pueblo, hasta entonces desconocido para la mayor parte de España, y que pasa a convertirse en el lugar de ensayo del Modernismo (con Antoni Gaudí y el Capricho o la Universidad). También se creó el primer campo del golf de España y el primer teléfono de Cantabria.
Las visitas reales a la villa, se sucederán posteriormente con Alfonso XIII, quien aun cuando tenía fijada su residencia veraniega en el Palacio de La Magdalena, en Santander, frecuentó Comillas varios veranos.

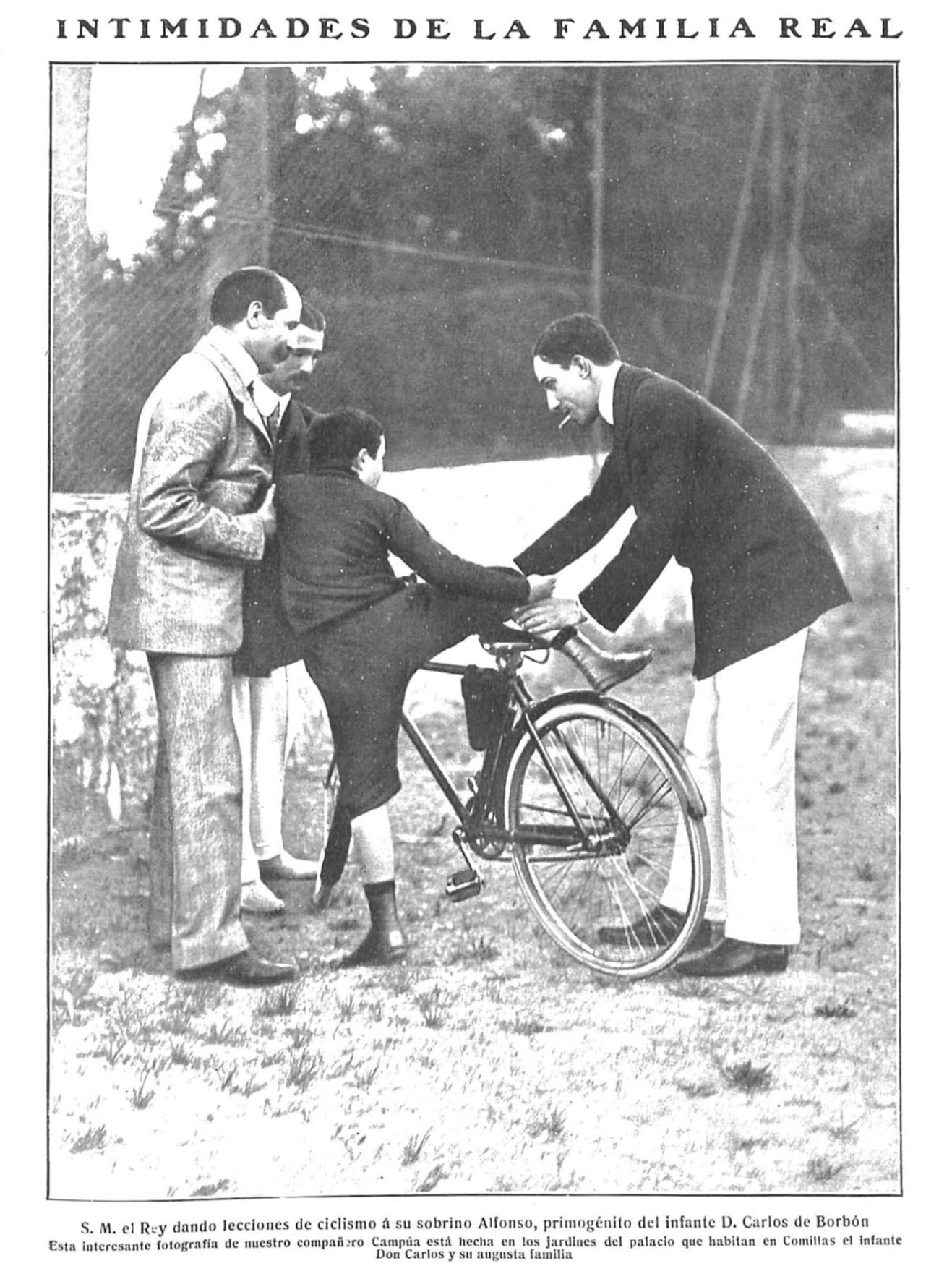
Alfonso XIII instruyendo a su sobrino el Infante Alfonso de Borbón-Dos Sicilias durante sus veraneos en Comillas, 1910

Durante la guerra civil española, Comillas fue un lugar de paso tanto como para las tropas republicanas, como para los nacionales. Por debajo del Corro Campíos se construyó un lugar para resistir las bombas que pudieran caer por el lugar. Una de esas bombas aéreas derribó la torre de la iglesia (reconstruida en los años 40). Los republicanos derribaron la estatua del Sagrado Corazón de Jesús (también reconstruida en 1940) y quemaron el Palacio de la Coteruca hasta que en la actualidad ha sido convertido en viviendas pero con la misma silueta del Palacio. 
Los nacionales quitaron de la estatua del marqués de Comillas las indianas y al propio marqués para hacer balas ya que eran de bronce. Posteriormente, la estatua del marqués se hizo de piedra.
En 2018, la alcaldesa de Barcelona, Ada Colau, trasladó la estatua del marqués en Barcelona a un museo, ya que le pareció que era una falta de respeto tener a una persona por las calles de Barcelona, que en el pasado tuvo negocios con la esclavización de negros. La alcaldesa de Comillas, María Teresa Noceda Llano, respondió a Ada Colau que no se sabe con certeza si fue un negrero, ya que fue el mismo cuñado del marqués, Francisco Bru, quién acusó a Antonio López y López de ser negrero en el libro La verdadera historia de Antonio López y López. Francisco Bru fue un hombre envidioso, debido a la popularidad de este y arremetió contra él. Por tanto, no se sabe con certeza si fue partidario de este tipo de negocios esclavistas. Los historiadores no han encontrado evidencias de este hecho, pero se ha especulado desde la publicación de ese libro.

## Demografía
Comillas cuenta con una población de 2141 habitantes (INE 2024).
| Gráfica de evolución demográfica de Comillas entre 1842 y 2021                                                      |
| |
| Población de derecho según los censos de población del INE Población de hecho según los censos de población del INE |

La población censada en Comillas actualmente ronda los 2000 habitantes y esta es la población que vive de forma regular en el municipio durante todo el año. Aun así, durante el verano, al igual que otros municipio costeros de Cantabria multiplica su población, especialmente en el mes de agosto; aunque es difícil dar una cifra aproximada de la población de Comillas en esas fechas, se suela hablar de que en momentos puntuales se pueden llegar a superar los 40 000 habitantes, debido a la afluencia de personas que cuentan con una segunda residencia en Comillas y que vienen de otras partes de Cantabria y sobre todo de Castilla y León y Madrid. Antaño esta multiplicación de la población provocaba problemas de abastecimiento de agua en algunas horas del día, así como la saturación de los sistemas de alcantarillado, aunque en los últimos años, la construcción en el pueblo de una depuradora y las mejores conexiones de agua han solucionado los problemas.
Gran parte de la población permanente que vive en Comillas se dedica al turismo como actividad económica, ya sea en la restauración o en el sector del hospedaje. Muchos negocios comillanos solo abren sus puertas en verano y los grandes ingresos que producen durante julio y agosto les permiten mantenerse todo el año cerrados o abiertos pero con una actividad mínima.

### Transporte y comunicaciones
Carreteras
- A-8: autovía del cantábrico.
- CA-131: carretera que pasa por Comillas de este a oeste.
- CA-135: carretera que va de Comillas a Cabezón de la Sal y se conecta con la autovía.

Autobuses
Hay una línea de autobuses en la parada del Palacio de Sobrellano. La Cantábrica
Taxis
Hay una parada de taxis en la fuente Tres Caños.

## Administración y política

### Gobierno municipal
La alcaldesa de Comillas es María Teresa Noceda (PRC), quien ocupa el cargo desde el 2003, tras ganar las elecciones municipales de 2011 siendo la lista más votada. Los partidos políticos con representación en el ayuntamiento actualmente son el Partido Regionalista de Cantabria, el Partido Socialista de Cantabria-PSOE, y el Partido Popular de Cantabria, únicos en lograr representación desde 2015.
En las siguientes elecciones desde entonces (2015 y 2019), volvió a ganar María Teresa Noceda (PRC), reeditando en ambas ocasiones el pacto con el PSC-PSOE.
En 1899 el cargo de alcalde de Comillas lo ostentaba Lucas San Juan.
| Partido político                                            | 2023  | 2023  | 2023       | 2019  | 2019  | 2019       | 2015  | 2015  | 2015       | 2011  | 2011  | 2011       | 2007  | 2007  | 2007       | 2003  | 2003  | 2003       |
| Partido político                                            | Votos | %     | Concejales | Votos | %     | Concejales | Votos | %     | Concejales | Votos | %     | Concejales | Votos | %     | Concejales | Votos | %     | Concejales |
| Partido Popular (PP)                                        | 636   | 44,35 | 5          | 569   | 38,26 | 5          | 576   | 37,07 | 4          | 363   | 20,79 | 2          | 366   | 19,99 | 2          | 849   | 47,43 | 5          |
| Partido Regionalista de Cantabria (PRC)                     | 619   | 43,16 | 5          | 658   | 44,25 | 5          | 704   | 45,30 | 5          | 662   | 37,92 | 5          | 801   | 43,75 | 6          | 578   | 32,29 | 4          |
| Partido Socialista Obrero Español (PSOE)                    | 160   | 11,15 | 1          | 213   | 14,32 | 1          | 257   | 16,54 | 2          | 382   | 21,88 | 3          | 383   | 20,92 | 2          | 318   | 17,77 | 2          |
| Agrupación por el Progreso y la Igualdad en Comillas (APIC) | —     | —     | —          | —     | —     | —          | —     | —     | —          | 170   | 9,74  | 1          | —     | —     | —          | —     | —     | —          |
| Izquierda Unida (IU)                                        | —     | —     | —          | —     | —     | —          | —     | —     | —          | —     | —     | —          | 165   | 9,01  | 1          | —     | —     | —          |

### Organización territorial

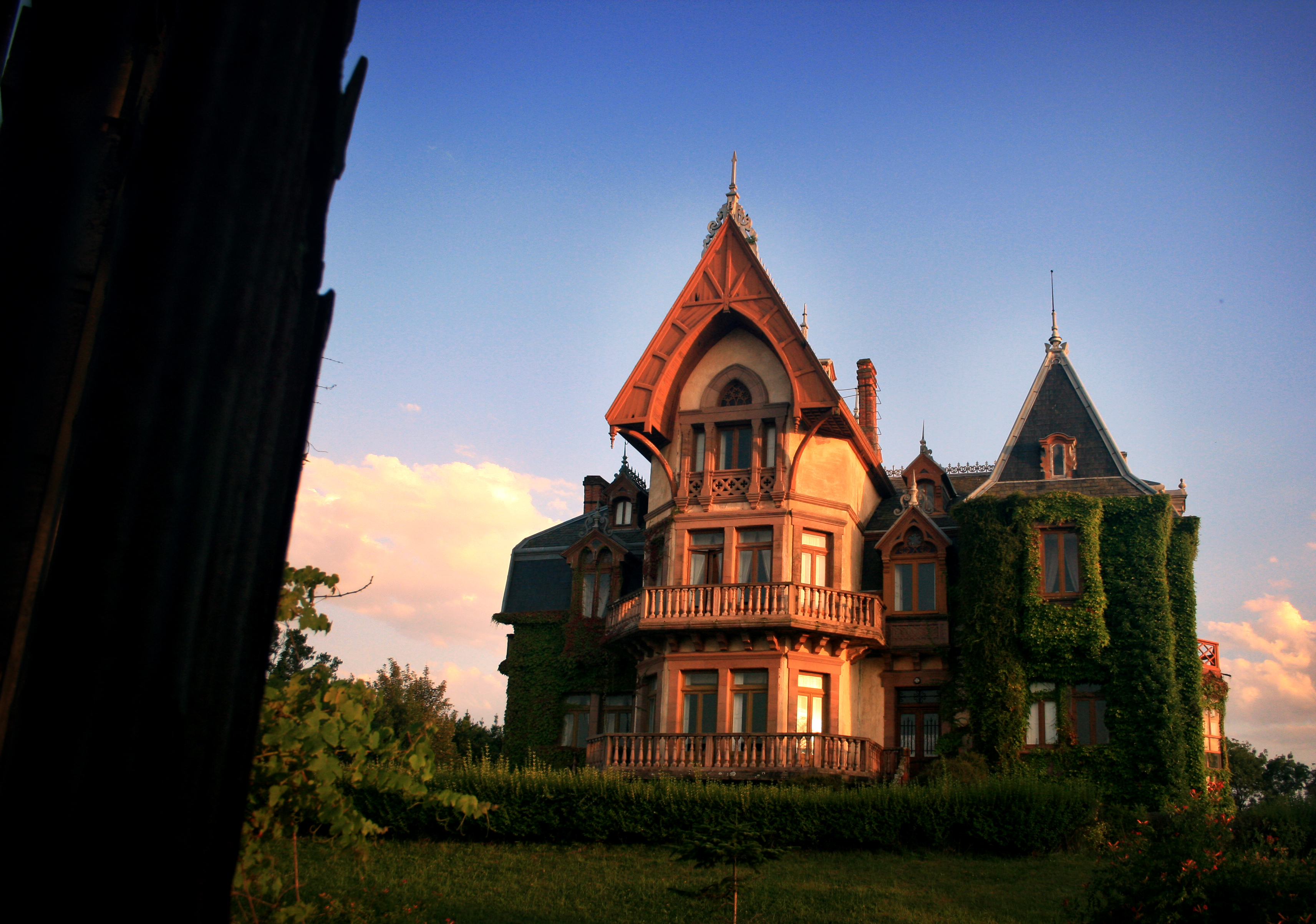
Palacio de los duques de Almodóvar del Río, ubicado en el barrio La Peña

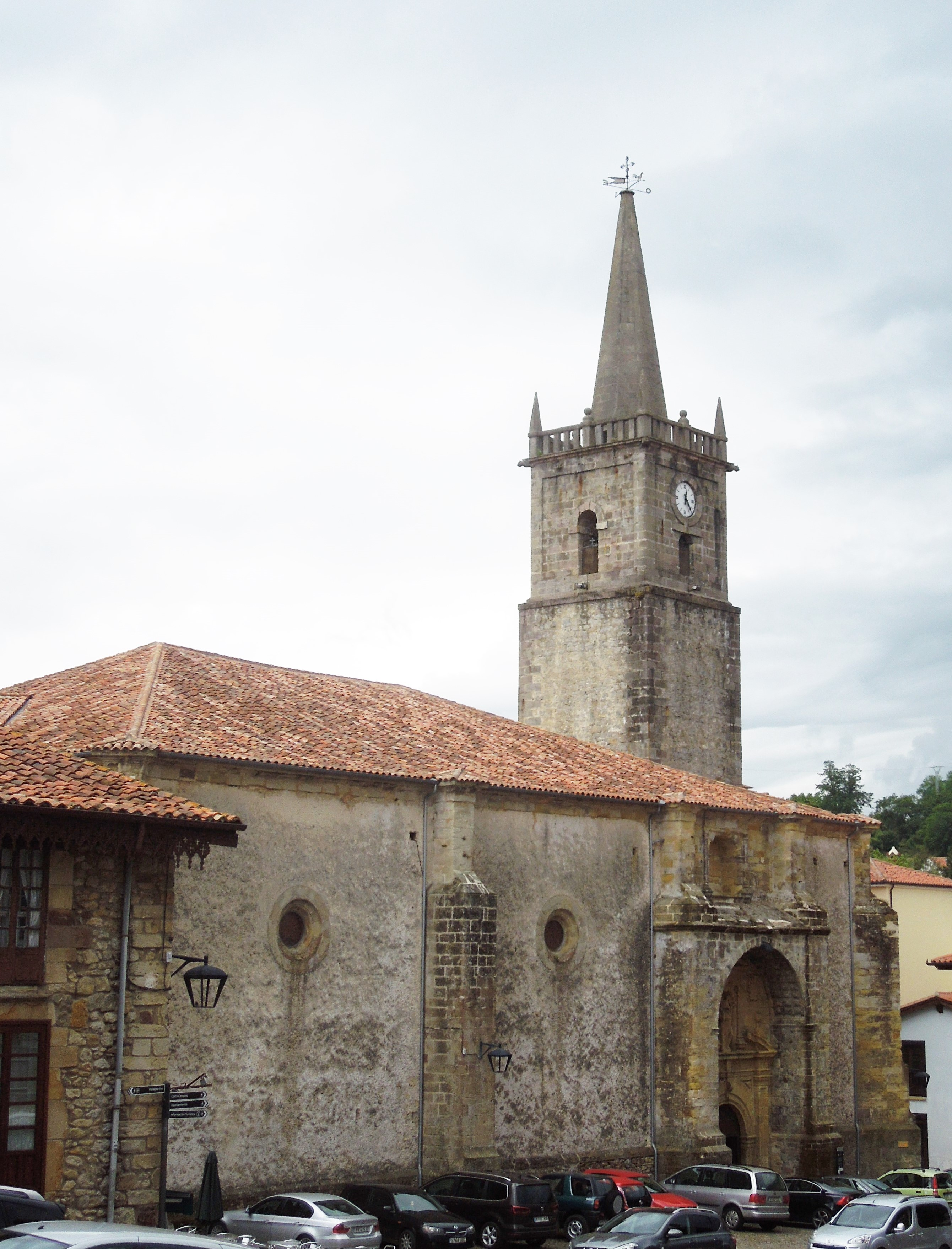
Iglesia de San Cristóbal, ubicada en el centro de la villa y construida por deseo del vii duque del Infantado

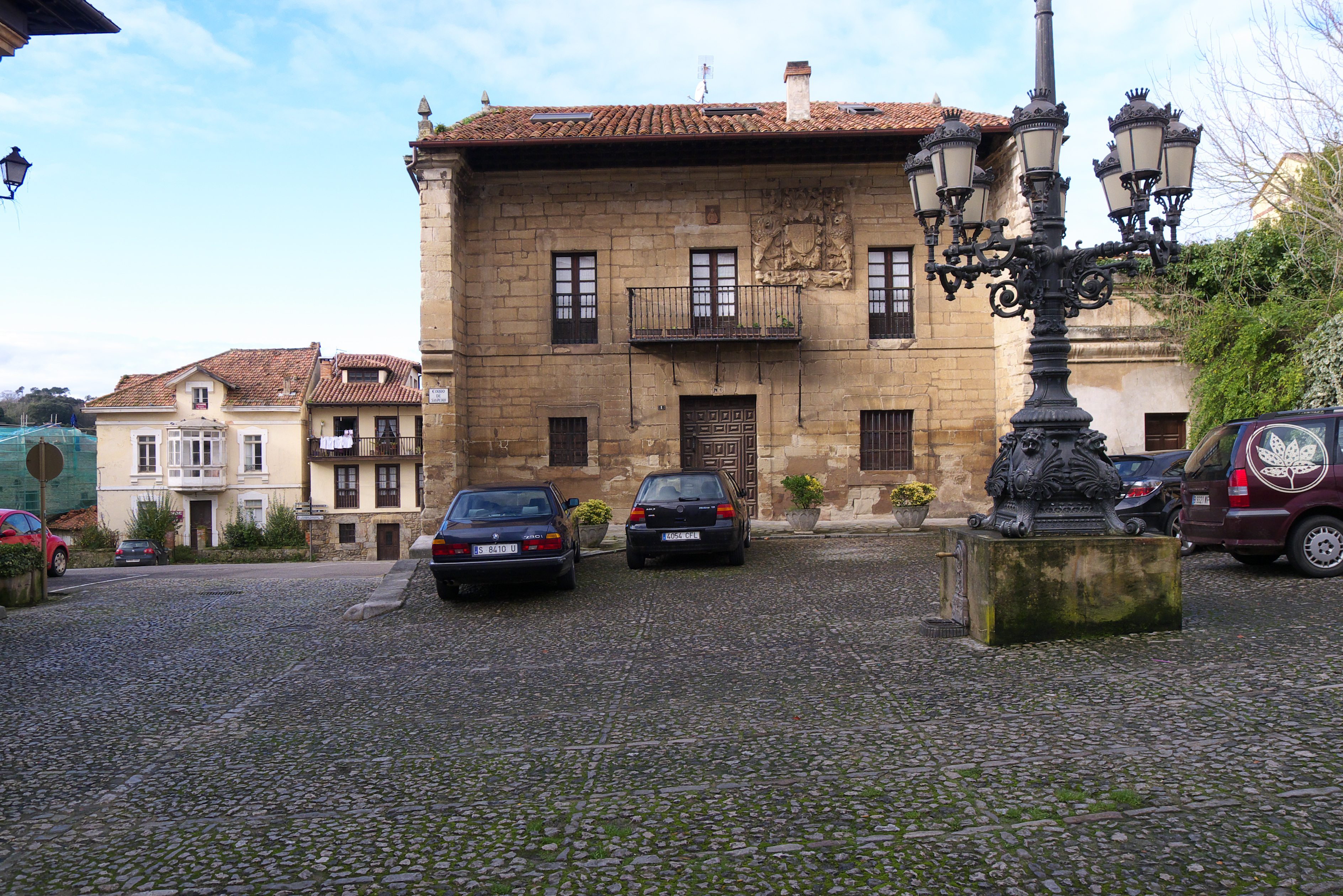
Corro de San Pedro

La villa de Comillas es la capital del municipio. Está ubicada a 23 metros sobre el nivel del mar y dista 48 kilómetros de la capital regional. Se la llama también «la villa de los arzobispos».
Barrios
- Barrio Campíos: en él se encuentran las plazas centrales de la villa en el casco histórico que es Conjunto Histórico. Destaca el Corro de Campíos y plaza de la Constitución
- Barrio La Peña: en él se encuentra el Corro San Pedro
- Barrio Sobrellano y paseo de Solatorre: en él se encuentran todas las casas de los marqueses y los monumentos más importantes.
- Barrio Velecio: el más antiguo de la localidad. En él está el cementerio de Comillas
- Barrio del muelle: en él se encuentra el puerto y la playa
- Barrio la Coteruca: el palacio de la Coteruca da el nombre a este barrio
- Barrio el Perujo
- Barrio el Reguero
- Barrio Rovacías
- Barrio Estrada y paseo Estrada

Localidades
- Comillas (capital), 2141 habitantes (INE 2024)
- La Rabia, 19 habitantes
- Rioturbio, 13 habitantes
- Rubárcena, 43 habitantes
- Ruiseñada, 173 habitantes
- Trasvía, 140 habitantes

## Economía
Aunque en tiempos pasados la economía de la «Villa de los Arzobispos», como también es conocida Comillas, estuviera decantada hacia agricultura y pesca, en la actualidad está volcada totalmente hacia el sector servicios y en concreto hacia el turismo. Prueba de ello es el aumento de población que experimenta el municipio en los meses estivales.

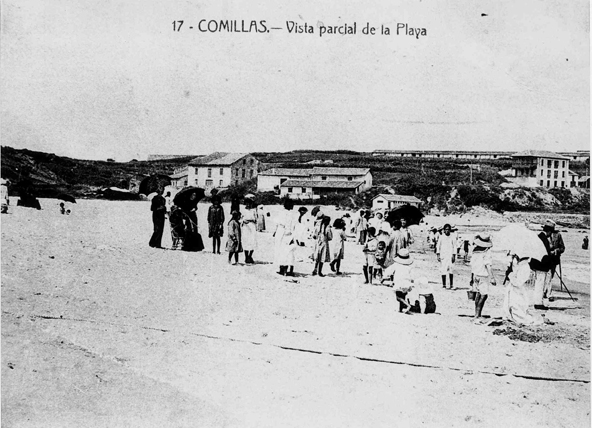
Baños de ola en la playa de Comillas en el año 1881

A finales del siglo XIX, se produce un fenómeno de lo que hoy llamamos turismo, los «baños de ola». En Comillas, al igual que Santander, San Sebastián, Biarritz, Deauville, Cannes o Niza (villas estas donde se generó el turismo) empezó a ser frecuentada por la burguesía con el fin de tomar los baños de ola, los baños eran recomendados por los facultativos por motivos de salud siguiendo las corrientes médicas higienistas y su utilización como parte de recreo entre la alta burguesía, y así surge en las playas de Comillas y Oyambre, al igual que ocurre en otras ciudades costeras españolas y europeas, la práctica de los baños de ola. Esta actividad balnearia trae consigo un gran cambio en las costumbres sociales y culturales de los veraneos de la época que motiva la aparición de nuevas edificaciones e infraestructuras, así como la ampliación de las vías de comunicación que unen las playas, hasta entonces prácticamente aisladas, con el centro de Comillas.
En un principio, las casas para los baños de mar eran muy modestas y tenían un carácter provisional. Sin embargo, esta nueva terapia de baño de oleaje fue cada vez más practicada. Numerosas personas se desplazaban, especialmente desde Barcelona, Madrid, Sevilla y Bilbao, para pasar el verano en Comillas. Este aumento de afluencia de turistas hace que se creen nuevas infraestructuras de carácter permanente. Las casas de baño comienzan a construirse con mejores materiales.
El aumento de gente en las playas de Comillas se acrecentará cuando, a finales del siglo XIX el rey Alfonso XII (y posteriormente, su hijo, Alfonso XIII) y su familia convierten a Comillas en la capital del veraneo regio pasando los veranos en la villa. El Palacio de Ocejo y el Palacio de Sobrellano, residencia del monarca y su familia durante dos años consecutivos, será testigo de las fastuosas fiestas allí celebradas. Este hecho dará lugar al aumento de la edificación en la zona para alojar a la aristocracia y la burguesía que imitaba las costumbres reales, precisando también lugares para el ocio y la diversión.
Como grandes atractivos, la villa cuenta además de la playa con un extenso patrimonio artístico marcado por el exitoso regreso los indianos. La Universidad Pontificia, el Capricho de Gaudí y el Palacio de Sobrellano son sólo algunos de los ejemplos de arquitectura de Comillas.

## Cultura

### Patrimonio

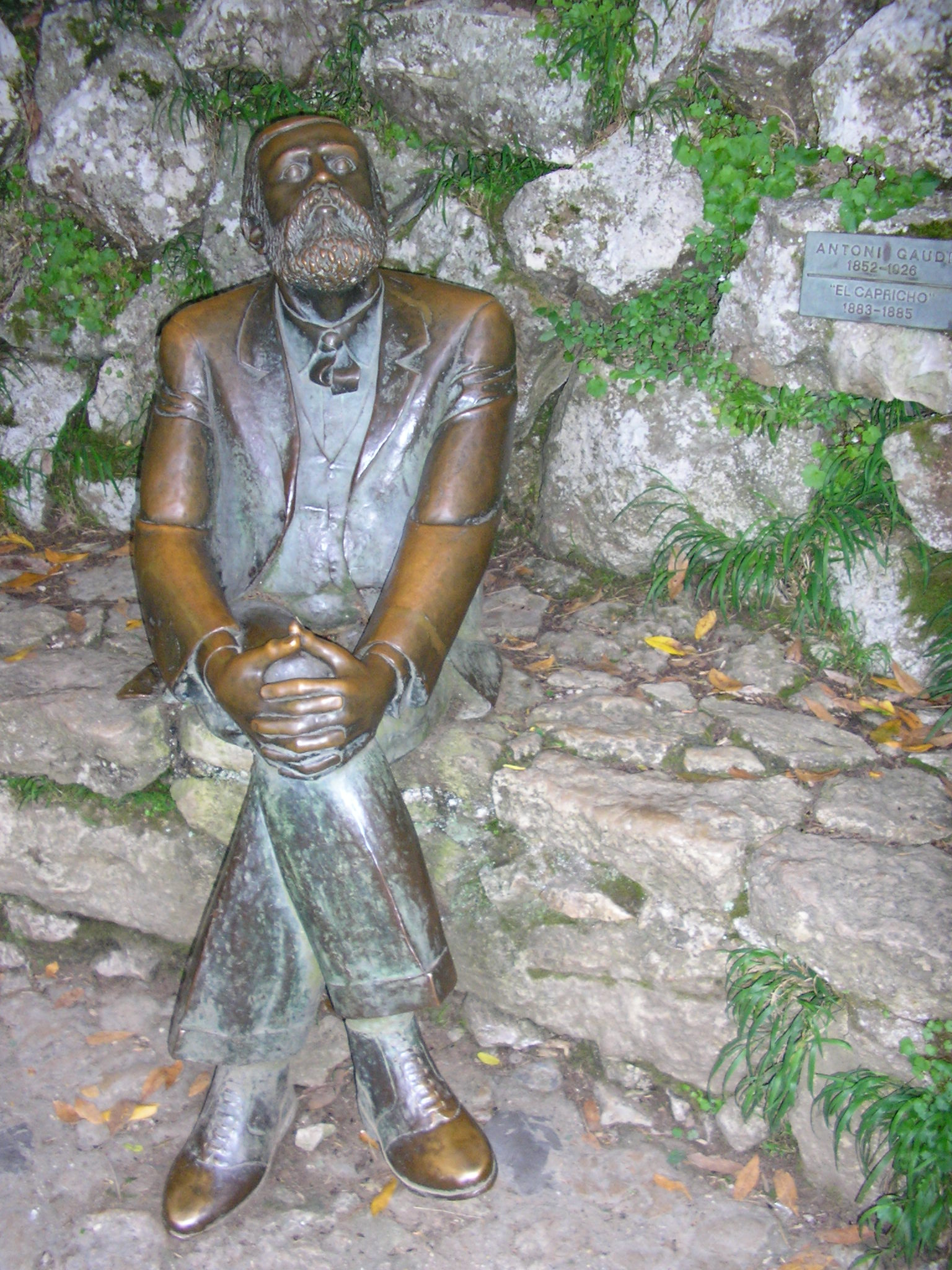
Estatua de Antoni Gaudí, al lado del Capricho

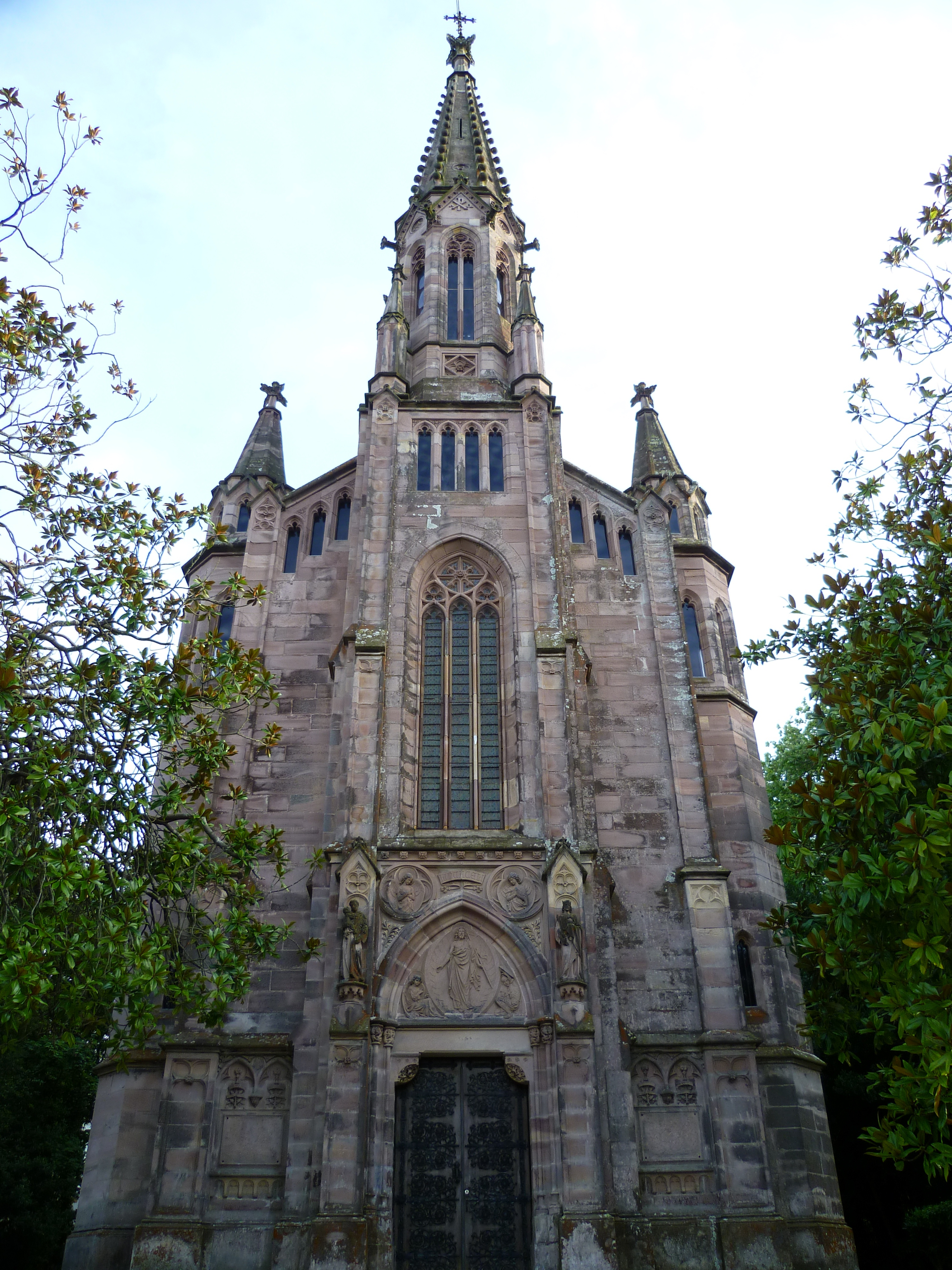
Capilla Panteón de Sobrellano

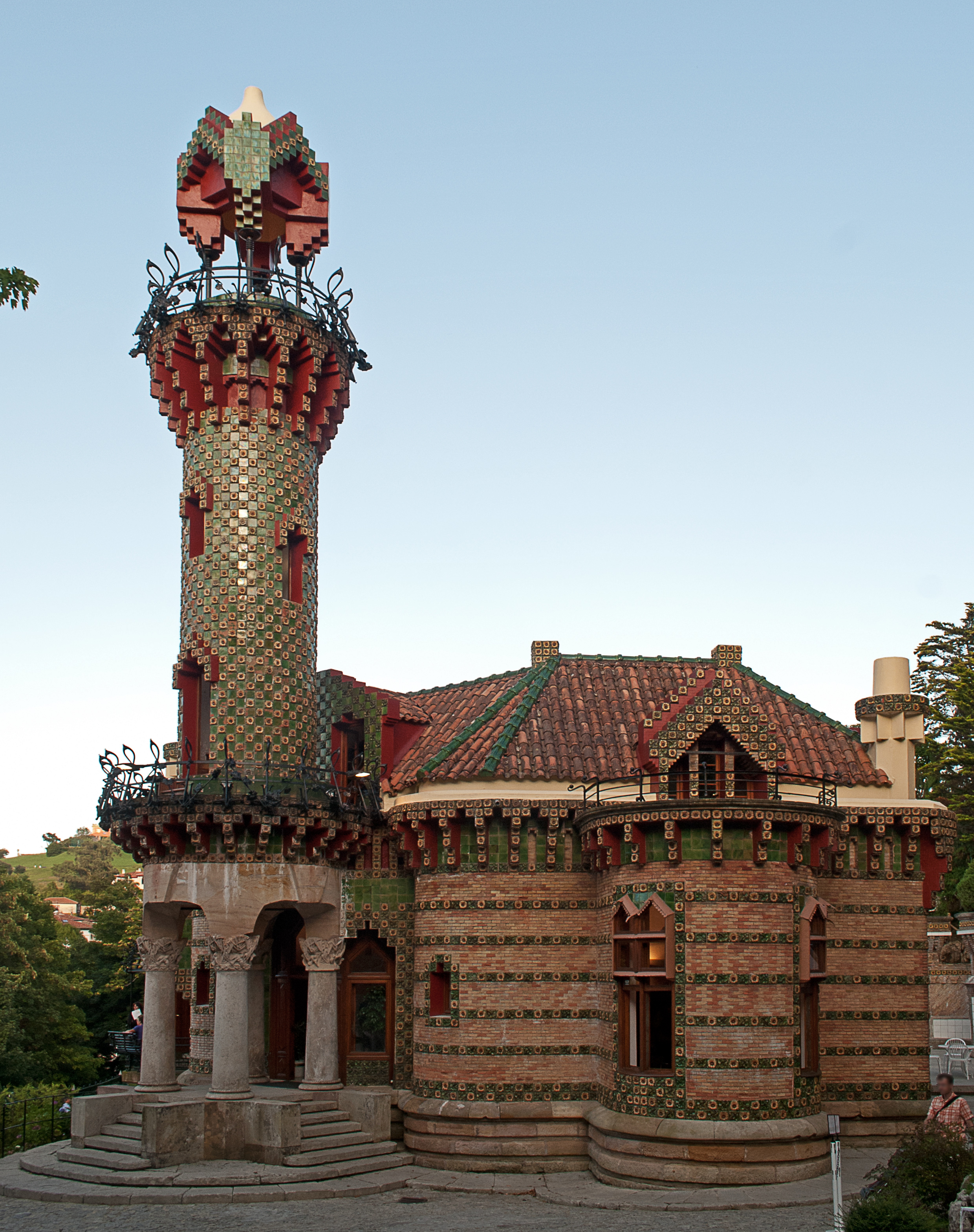
El Capricho

#### Bienes de interés cultural

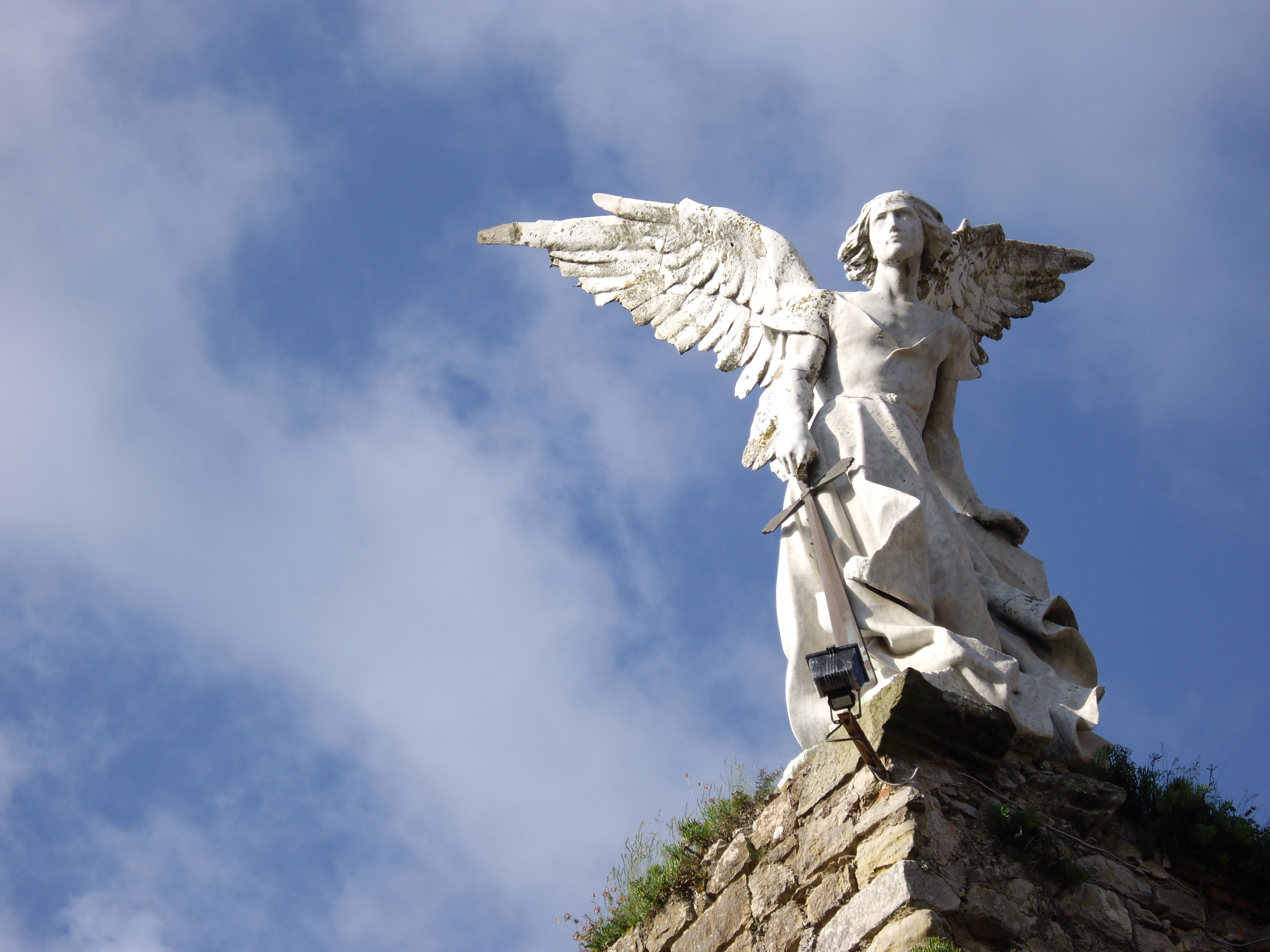
El Ángel Exterminador (1895) de Josep Llimona, esculpido en mármol, símbolo de Comillas. Está situado en una de las ruinas de la iglesia medieval gótica

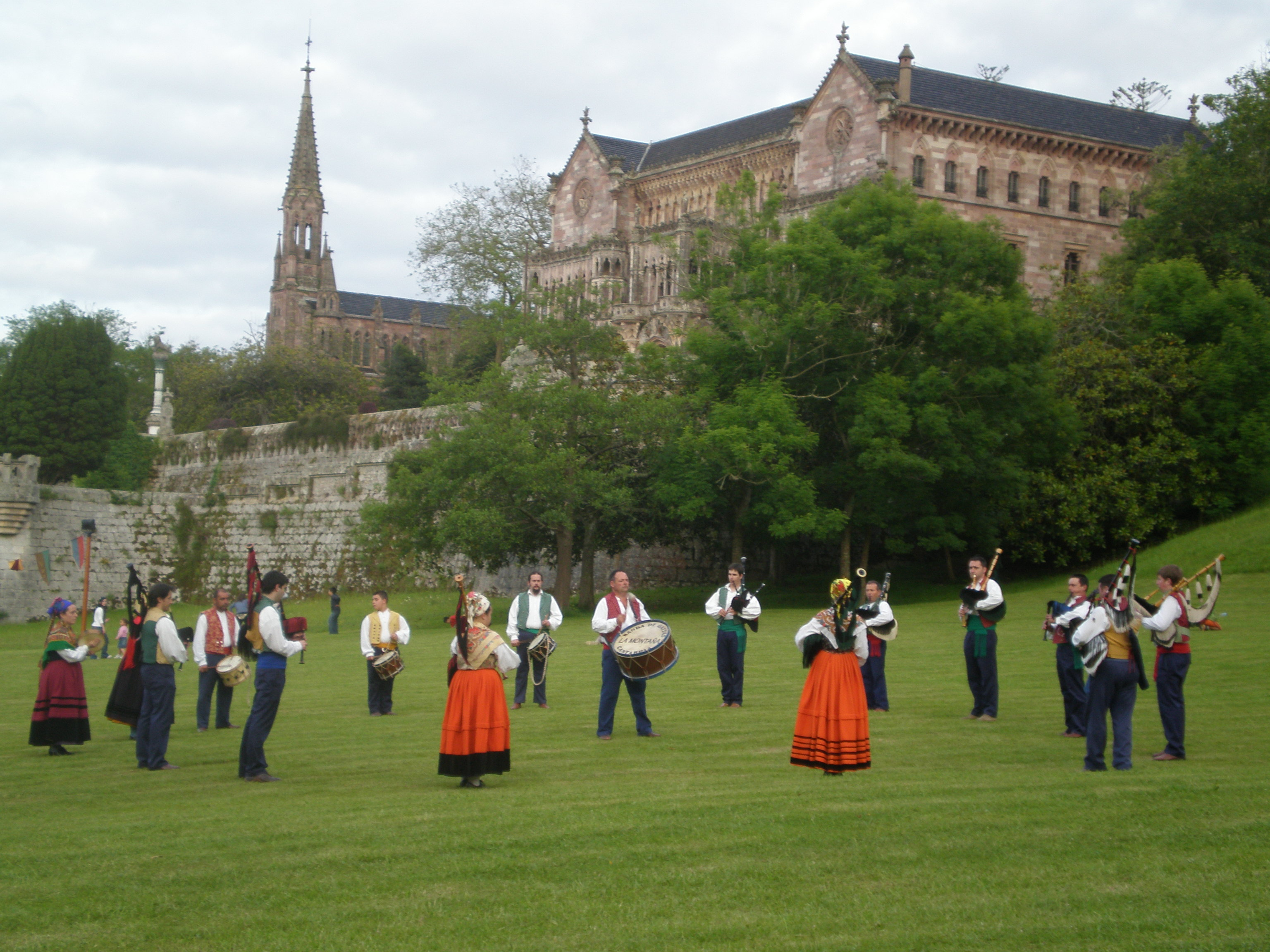
Banda de gaitas actuando frente al palacio del marqués de Comillas y la Capilla Panteón en la campa de Sobrellano

El municipio de Comillas cuenta con varios bienes de interés cultural:
- Edificio de El Capricho, de Gaudí: en el capricho destacan los mosaicos de girasoles. Además al lado del capricho se encuentra la estatua de Antoni Gaudí.
- Fachada principal del cementerio, monumento desde 1983. El cementerio de Comillas se instaló junto a una iglesia de finales del siglo XV, ya en ruinas. La reforma comenzó en 1881, e intervino en ella Domènech i Montaner, integrando la ruina en el cementerio, mediante la creación de un cierre con cruces y pináculos. Sobre una de las paredes de la antigua iglesia se alza la escultura El Ángel Exterminador, obra modernista de Josep Llimona, de 1895 (tiene una peculiar historia que si dais al enlace del cementerio la veréis).
- Antigua Universidad Pontificia: aparte del edificio universitario que antes era un seminario se puede apreciar la portalá y los numerosos jardines.
- Palacio de Sobrellano o del marqués de Comillas: a su lado destaca la capilla Panteón en donde está enterrada la familia del marqués junto con él. El palacio y la capilla se encuentran en una campa verde con numerosos árboles.
- Cueva de La Meaza, en Ruiseñada, zona arqueológica.
- La villa de Comillas, conjunto histórico desde 1985.
- La iglesia de San Cristóbal, edificio barroco construido entre 1640 y finales del siglo XVIII. En ella destaca la torre, acabada en un pináculo de estilo francés y el interior, espacioso y esbelto. Destaca el órgano, el Santo Cristo del Amparo y las bóvedas de tradición gótica. La torre de la iglesia fue derribada en la guerra civil por una bomba por los republicanos, pero se volvió a construir y se hizo más alta.

Además, la iglesia de San Adrián, en Ruiseñada, es un bien inventariado.

#### Otros bienes patrimoniales destacados
- La torre de la Vega, antigua pertenencia de la Casa de la Vega (Garcilaso I de la Vega)
- La fuente de los Tres Caños, obra monumental del arquitecto modernista Lluís Domènech i Montaner. Se construyó gracias a Joaquín del Piélago por la traída de aguas a Comillas. Fue uno de los primeros pueblos de España en tener agua en las casas.
- El parque Güell y Martos, parque público y elementos arquitectónicos obra del arquitecto catalán Lluís Domènech i Montaner. En él se encuentra la estatua del marqués y varias cruces que simbolizan la muerte, ya que se hizo en 1890 tras la muerte de él. En la guerra civil se quitaron de la estatua del marqués las indianas de bronce que estaban sentadas en los tronos que tiene el monumento para hacer balas. Fueron quitadas por las tropas nacionalistas.

- El antiguo ayuntamiento (1780).

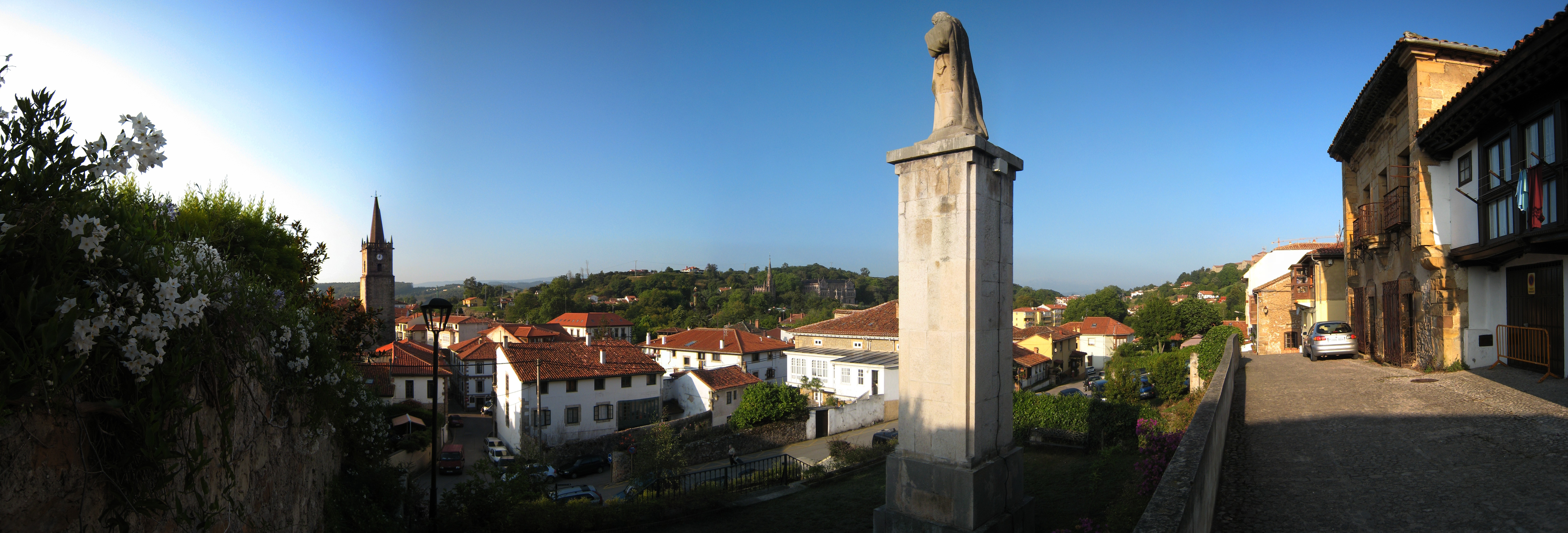
Estatua del Sagrado Corazón de Jesús. Al lado la Casa Rectoral

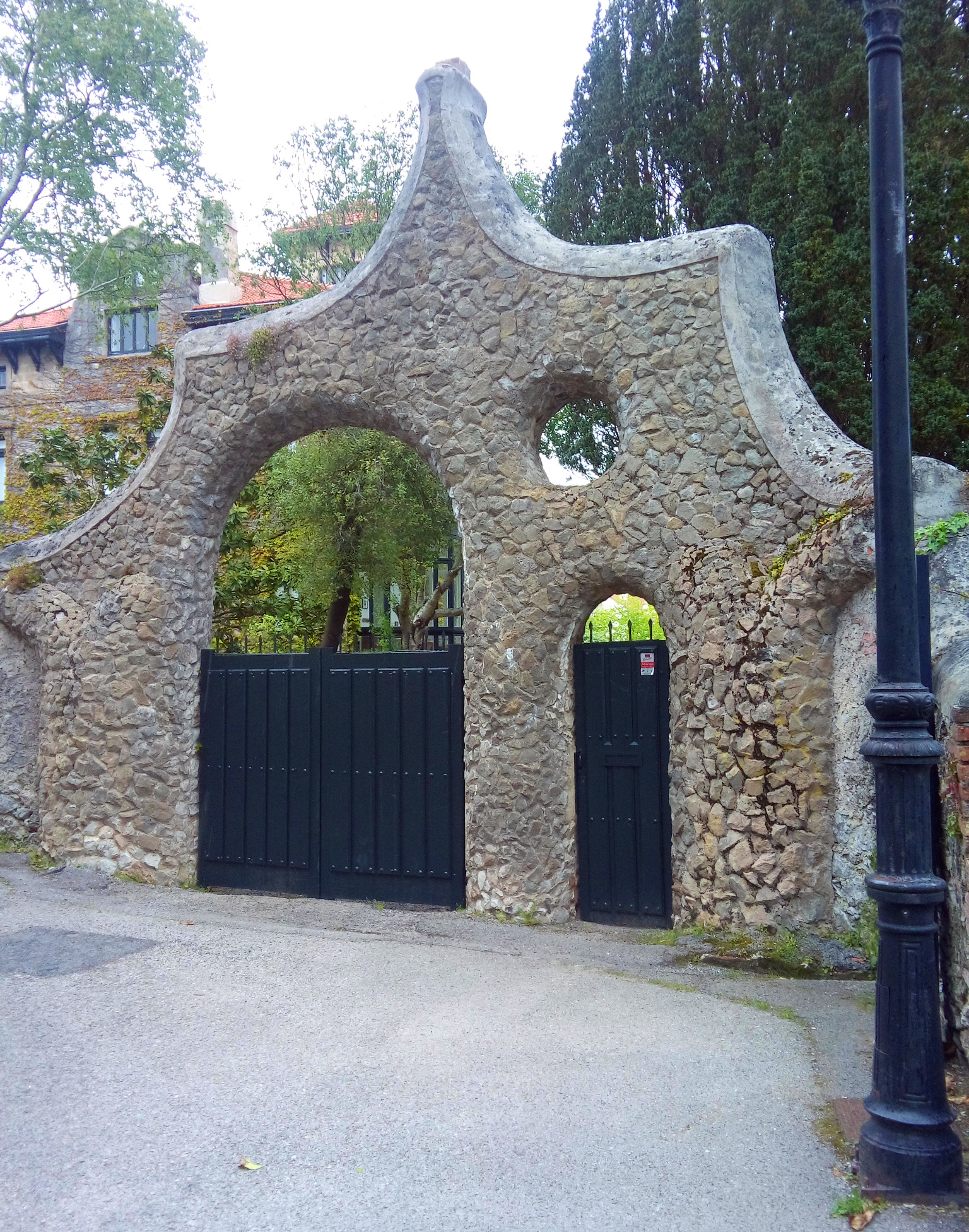
Puerta de los Pájaros

- Centro cultural el Espolón (siglo XVIII), interesante edificio de estilo neoclásico, construido en 1794 por orden de Juan Domingo González de la Reguera.
- Casa del Duque de Almodóvar del Río, de estilo inglés del siglo XIX.
- Palacio de la Coteruca: gran edificio con almenas parecido a un castillo donde residían familias aristocráticas. Este edificio fue quemado en la guerra civil por los republicanos pero hoy en día se ha vuelto a restaurar.
- La estatua del León: estatua situada a la entrada de la villa perteneciente al Palacio de Sobrellano.
- Estatua de la pescadera: estatua que rinde homenaje a las pescaderas de Comillas situada en la playa.
- Puerto de Comillas: es el puerto ballenero más pequeño registrado en El libro Guinness de los récords. Este puerto tiene un estatua dedicada a Jesús Cancio por ser el poeta de Comillas y de la mar.
- Fuente Oria
- Puerta de los Pájaros o puerta del Moro. Entrada a una residencia privada. Fue construida en el 1900.
- Estatua del Ángel (plaza del Ángel)
- Ayuntamiento nuevo: antiguo colegio de monjas construido a finales del siglo XIX.
- Casa Moro: esta singular casa tiene el honor de tener la puerta de los pájaros construida en 1900.
- Mirador y ermita de Santa Lucía: posicionada en la atalaya mirando a la playa y al puerto de Comillas. En su interior guarda la imagen de la virgen de Santa Lucía que fue donada por los pescadores para rezar antes de salir a la mar. Antiguamente se vigilaba la mar por si aparecían ballenas que surcaban la costa de Comillas. Cuando se veía alguna se daba aviso a los pescadores por la campana de la ermita. También sonaba cuando las condiciones meteorológicas no eran buenas.
- El Hospital (Asilo): fue mandado construir por el hermano del primer marqués de Comillas y lo construyó en 1899 Plácido Díaz de la Campa.
- Estatua del Sagrado Corazón de Jesús: esta estatua fue derribada en la Guerra Civil por los republicanos, pero en 1940 fue restaurada.
- Casa Ocejo: edificio donde se hospedaba Alfonso XII en los veranos. En 1881 se originó la reunión de ministros donde Comillas fue capital de España por un día.Palacio del marqués de Comillas
- Casa la Portilla
- Casa el Llano
- Cavaducas
- H. Anita

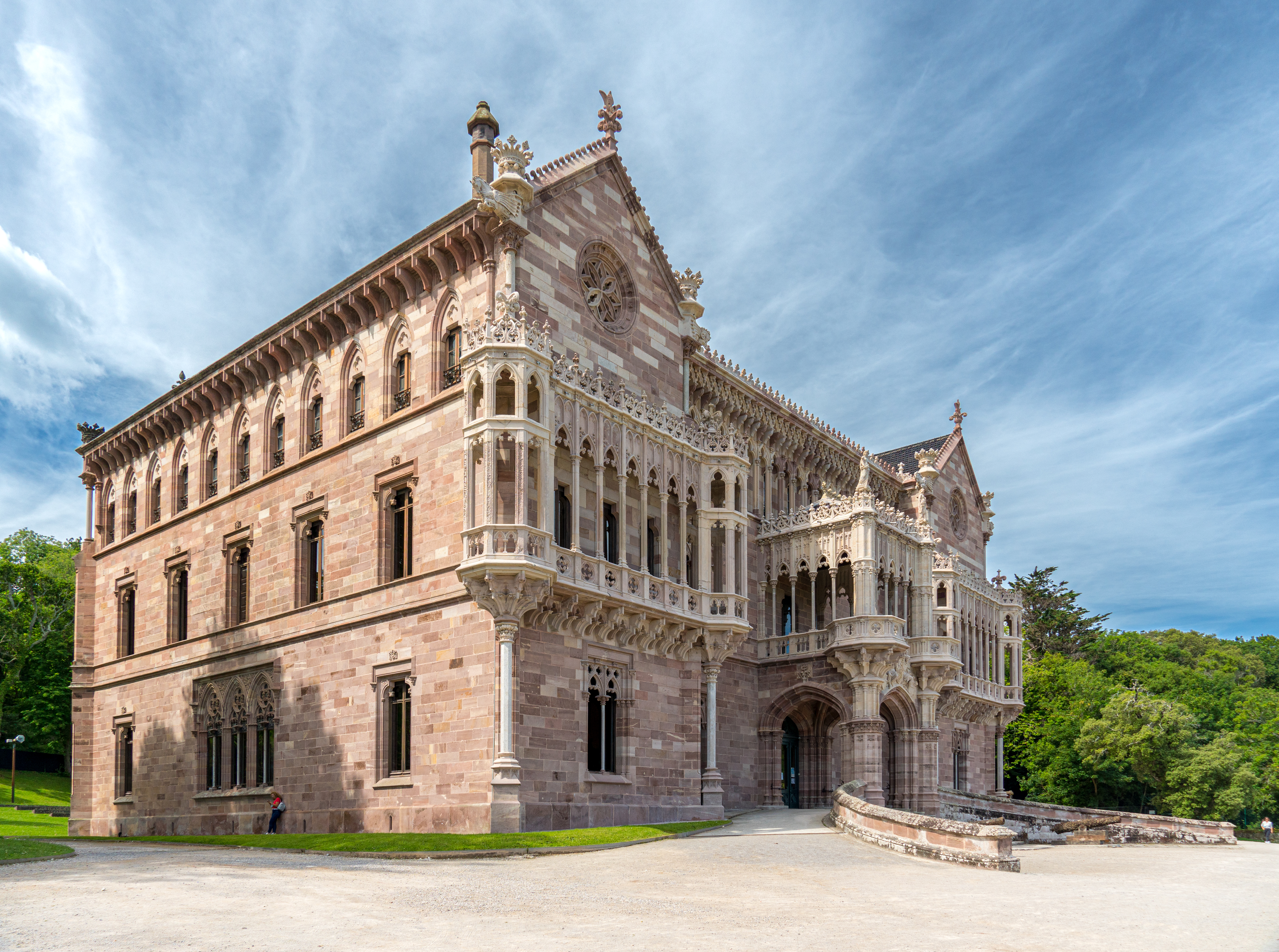
Palacio del marqués de Comillas

- La cárcel (albergue de peregrinos)
- Casa Rectoral: casa situada detrás de la estatua del Sagrado Corazón de Jesús.
- Casa del siglo XIX que tiene una fachada con clara influencia de estilo modernista ubicada junto a H Anita
- Antiguas murallas medievales situadas cerca de la playa (aún se pueden ver trozos). Éstas murallas más tarde sirvieron de cerrado para unas fincas que había en la parte de Santa Lucía. Tras hacer la circunvalación las murallas fueron derribadas para hacer la carretera.
- Restos de grutas artificiales, columnas y sarcófagos romanos: están situados en los jardines de alrededor del Palacio de Sobrellano.

### Festividades y eventos
Las principales fiestas de la villa son:
- Cabalgata de Reyes Magos, se celebra la tarde del 5 de enero.

Los tres Magos, acompañados de sus pajes y ayudantes, desfilan por las calles de Comillas lanzando caramelos a todos los niños, rememorando el camino que recorrieron en su día hasta Belén para adorar al niño Jesús.
Esta es una de las cabalgatas más antiguas de Cantabria, empezaron haciéndola los jesuitas de la Universidad Pontificia de Comillas en los primeros años del siglo XX. Hoy en día es una cabalgata muy peculiar con estampas costumbristas, animales de granja, parejas de bueyes, carrozas representando las casucas típicas de Cantabria montadas en remolques de tractor. En ellas llevan tortas de harina, asan panceta, chorizo y morcillas, que era la comida típica de la zona, y que se va regalando a la gente. Colaboran todos los pueblos y asociaciones de la zona preparando carrozas que se hacen desinteresadamente. La primera carroza lleva a San José, la Virgen y al niño Jesús con los ángeles hasta el portal en la plaza. Después van pasando las romanas, romanos y pajes con antorchas, dejando paso a las carrozas y por último a los reyes magos que van en carrozas con las parihuelas cargadas de regalos detrás de ellos. En la plaza se les entrega la llave de todas las casas de Comillas y adoran al niño Jesús, para después subir al ayuntamiento para saludar a los niños y bailar un villancico y presenciar los fuegos artificiales. Después los niños pueden verlos dentro de la iglesia y reparten sobaos y caramelos. Desde hace unos años la cabalgata sale del Palacio en vez del Seminario.
- Fiesta del erizo, tres semanas antes de Semana Santa.
- Fiesta de la caballa, Viernes Santo.
- Folkomillas: festival folclórico durante el tercer fin de semana de junio.
- Noche de San Juan: en la noche del 23 de junio en la playa se encienden múltiples hogueras y a las 12 de noche se enciende la principal con un ritual de fuego para dar la bienvenida al verano.
- Fiestas de San Pedro, fiesta local de Comillas. En la víspera, el 28 de junio por la noche se enciende una gran hoguera al lado de la capilla y el corro San Pedro. El día 29 de junio los picayos y las picayas suben al santo desde la iglesia de San Cristóbal hasta su capilla a un lado del hotel San Pedro al ritmo de las castañuelas y las panderetas. La danza de San Pedrucu ha sido declarada Bien de Interés Cultural por ser una de las más antiguas. Ellas van vestidas con una falda azul marino un delantal de cuadros azules y blancos y una camisa blanca como las antiguas pescadoras del pueblo. Ellos van vestidos con el típico traje cántabro fajín azul o rojo y con camisa blanca y pantalones blancos. En el Cristo van vestidos de igual manera ya que las dos son fiestas marineras. La danza, aparte de subir la cuesta de la plaza danzando, consiste en que el hombre corteja a la mujer. Ellas van bailando con ellos y al final de danzar los dos, las picayas dan un beso al picayo. San Pedro está muy ligado a la vida de la villa en concreto de los pescadores quienes ya antaño sentían devoción por ese santo y tenían por costumbre poner cada costera bajo la invocación de algún santo. Los pescadores de Comillas encomendaban a San Pedro la costera del bonito.
- San Cristóbal, 10 de julio, patrón de Comillas por la iglesia de San Cristóbal.
- Fiestas del Santo Cristo del Amparo, 16 de julio. Fiesta grande y local de Comillas. A mediados de julio de 1676 los pescadores de Comillas salieron a pescar. Era un día de calor, pero de repente empezó a entrar una galerna que los cogió por sorpresa. Los relámpagos, los truenos, la lluvia, el viento y las olas fueron a más. La terrible noticia corrió como la pólvora por el pueblo. Los comillanos miraban desde las atalayas de la costa como sus seres queridos iban a morir en esa terrible mar azotados por las olas contra las rocas. La gente llamó al párroco de entonces para que rezara. El párroco empezó a predicar una letanía al Santo Cristo del Amparo. Entonces la galerna fue disminuyendo y los marineros pudieron salvarse y llegar al muelle. Desde entonces en Comillas se celebra el Cristo del Amparo porque rememoran la salvación de los marineros de Comillas. Por eso el Santo Cristo del Amparo es el patrón de Comillas y de los marineros. La tradición de esta fiesta es llevar al Cristo del Amparo por la noche con velas de la iglesia de San Cristóbal al muelle acompañado con el ritmo de las panderetas y las castañuelas de los picayos. El Cristo pasa la noche en la lonja de pescado y el día 15 de julio se le embarca por las aguas comillanas. Tras esto se le vuelve a subir junto con los picayos y picayas. Durante las dos procesiones, el Cristo pasa por el cementerio de Comillas y las picayas cantan a los muertos. Por la noche se tiran los famosos fuegos artificiales del Cristo en los que se quema una cruz roja. El día 16 de julio, (día del Cristo) los comillanos van a la iglesia de San Cristóbal para oír el himno del Santo Cristo del Amparo que fue escrito por Jesús Cancio (poeta de Comillas). Las picayas cantan al Cristo y después los picayos le danzan por última vez. Los gigantes y cabezudos en San Pedro y en el Cristo son muy tradicionales y la cucaña es celebrada durante los días de esta fiesta. Multitud de gente se acerca a esta villa para vivir el Cristo, pues la fiesta es una de las más famosas de Cantabria. Las verbenas y macro discotecas destacan en lo más alto.

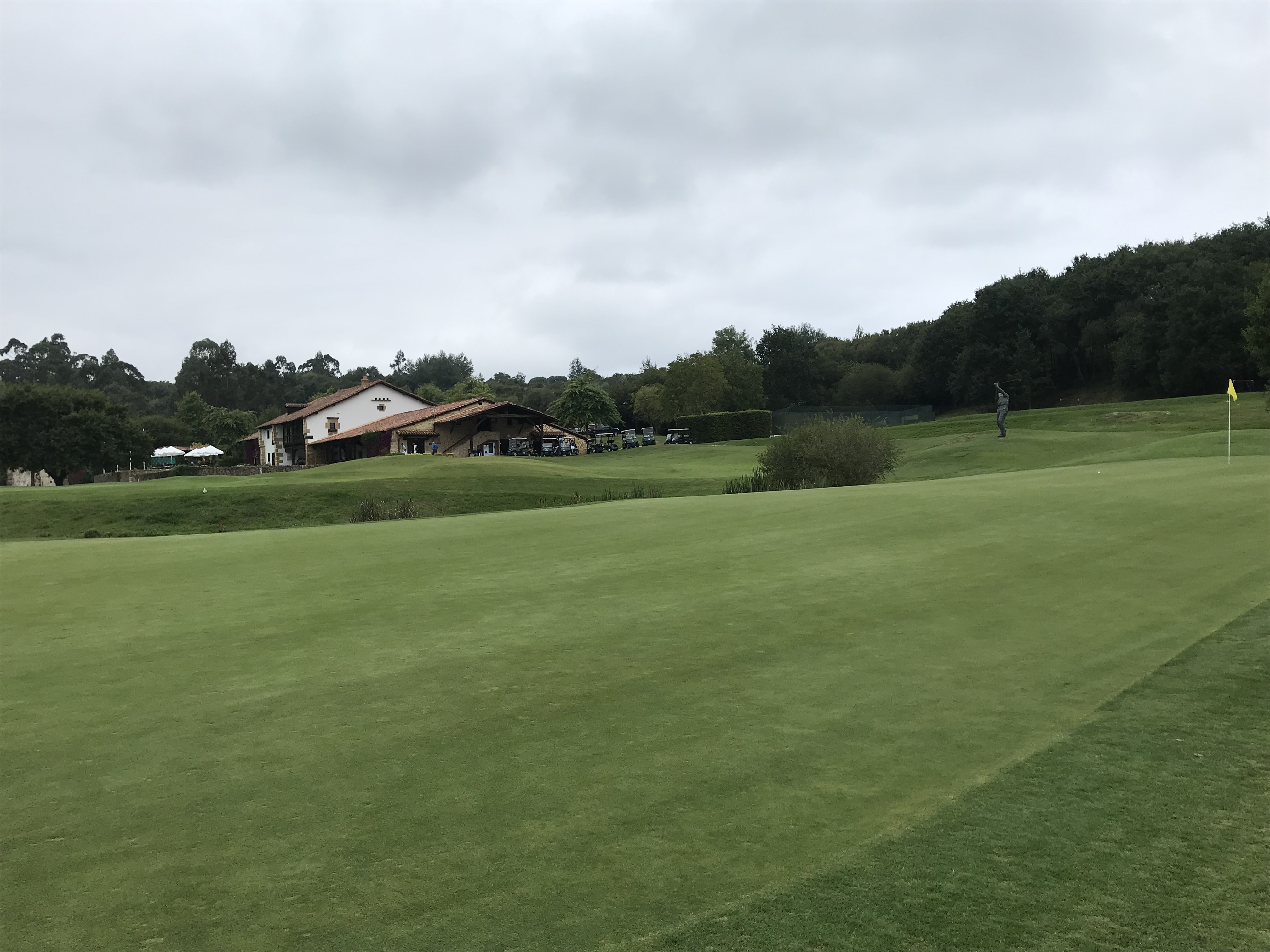
Vista del Club de Golf Santa Marina desde el hoyo 18. A la derecha, la escultura de Severiano Ballesteros, arquitecto del club

- Feria y Arrastre de Comillas: tercer fin de semana de agosto. Esta actividad consiste en el arrastre de unos bloques de hormigón dispuestos a una especie de trineo (narria), por vacas y bueyes.

### Gastronomía
De la tradición marinera de Comillas provienen las sopas y preparaciones de pescado y de marisco (lubinas, cabrachos, bocartes o salmonetes, angulas, bueyes de mar, langostas, bogavantes centollos, nécoras, mejillones, y muergos o erizos de mar). El plato más conocido es el sorropotún, un guiso de bonito con patatas, cebolla, pimiento y tomate. Comillas tiene dos fiestas gastronómicas: la fiesta de la caballa y la fiesta del erizo.

## Localidades hermanadas

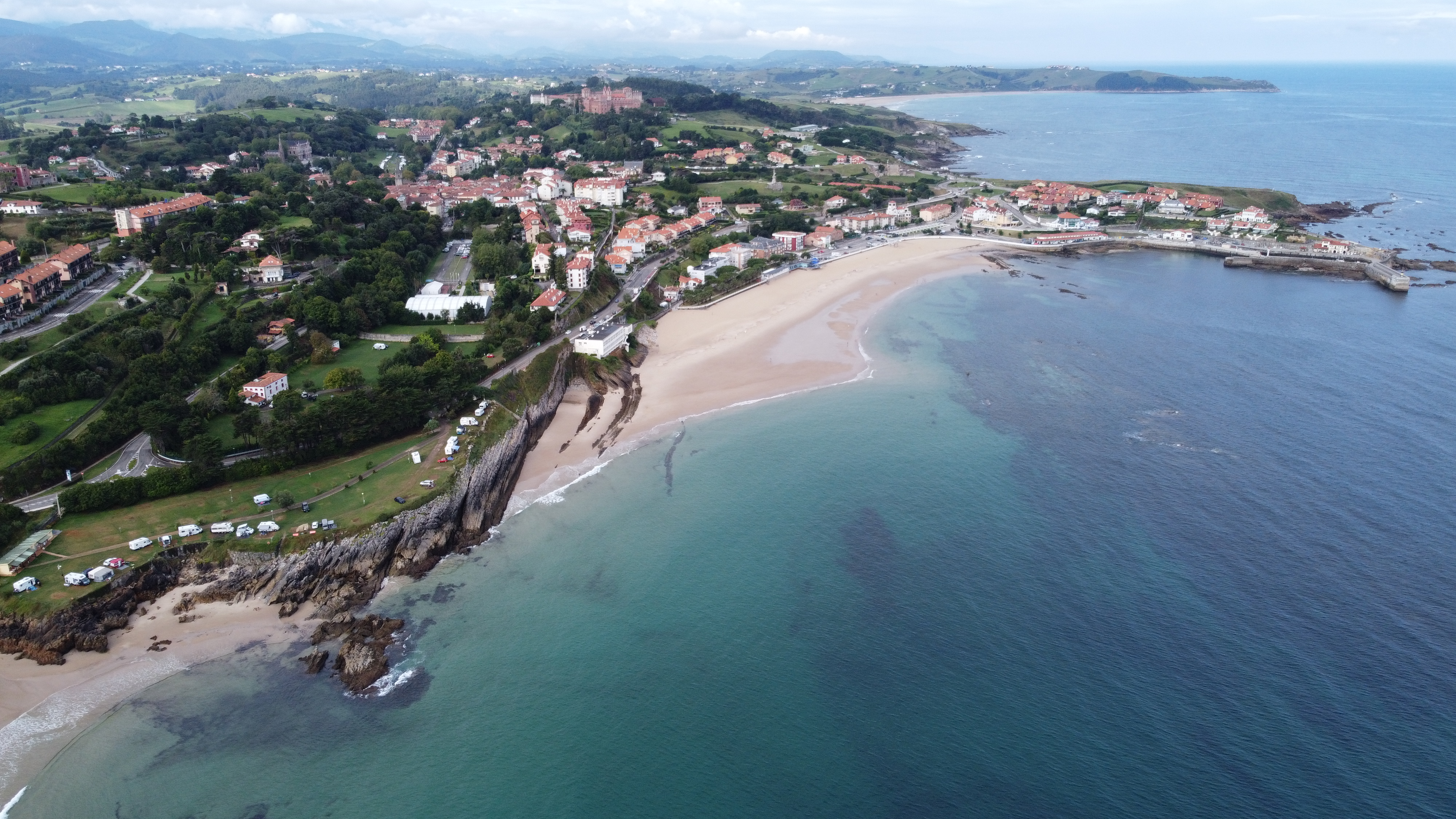
Playa de Comillas

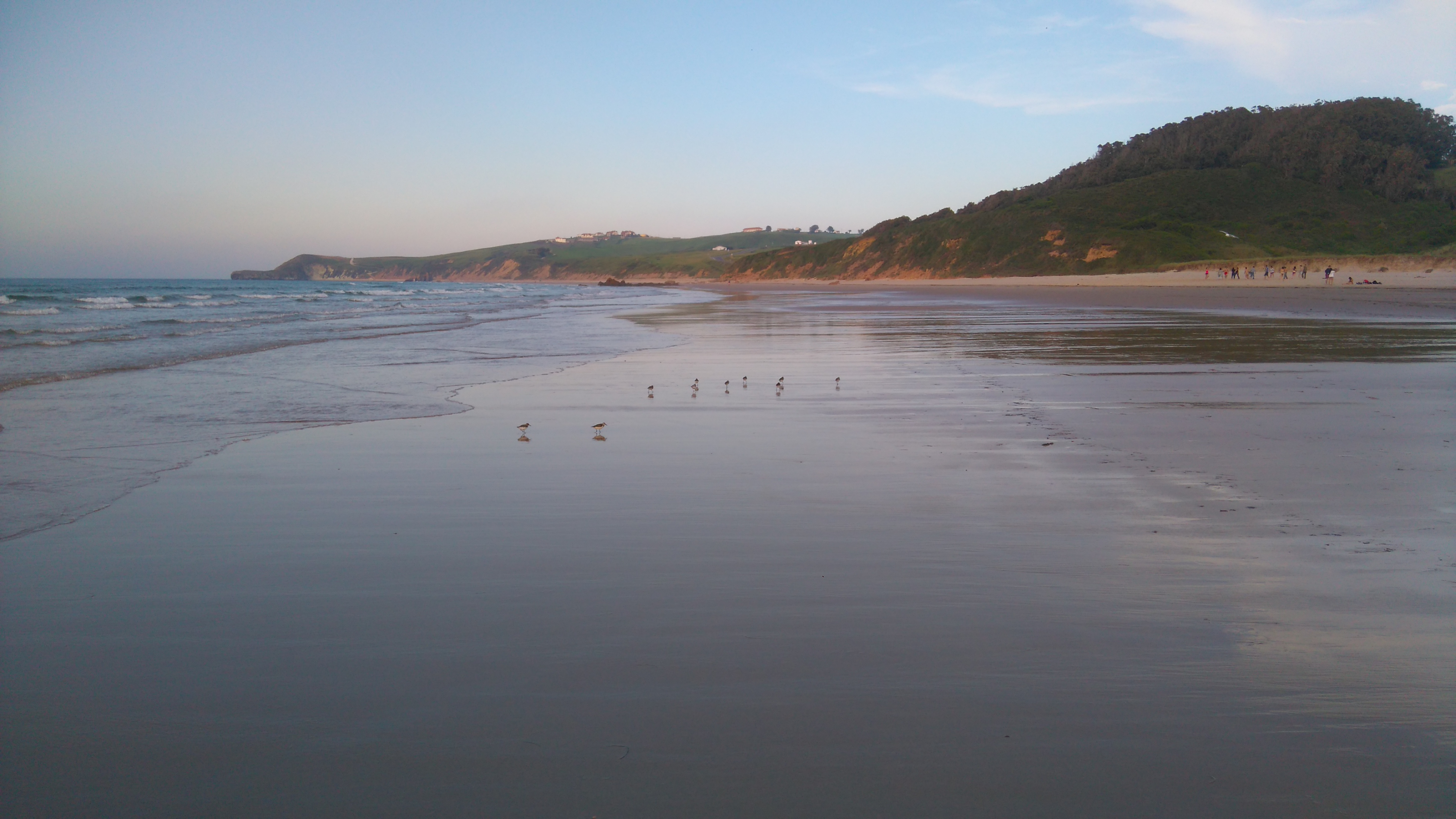
Playa de Oyambre

- Arignano, Italia

## Personas destacadas

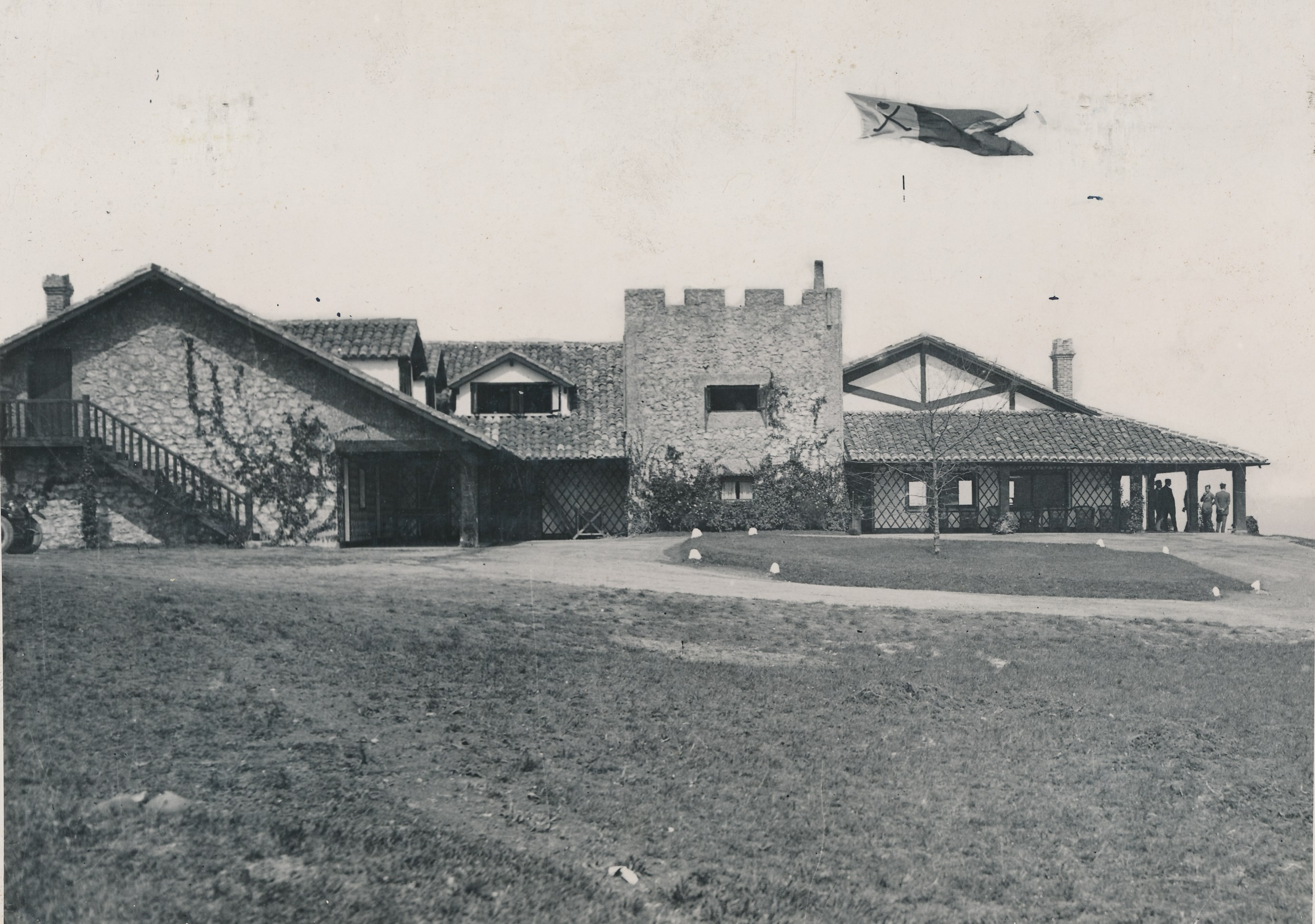
Campo de golf de Oyambre, uno de los más antiguos de España, c. 1936

En 2010 el pleno del ayuntamiento aprobó el «reglamento municipal de honores y distinciones» con el objeto de regular los nombramientos honoríficos y distintivos encaminados a premiar especiales merecimientos o servicios extraordinarios prestados a la Villa de Comillas. Los honores que el Ayuntamiento de Comillas puede conferir son los títulos de Hijo Predilecto de la Villa de Comillas, Hijo Adoptivo del Villa de Comillas y la Medalla de Honor de la Villa de Comillas.
Hijos predilectos
- Ara Malikian (músico, nombrado hijo adoptivo en 2014 e hijo predilecto en 2015)
- Jesús Cancio (poeta del mar y de Comillas, nombrado hijo predilecto desde 1930)

Hijos adoptivos
- Antonio López de Lamadrid (nombrado en 2011)[28]
- José María Girón Gálvez (nombrado hijo adoptivo en 2011)[28]
- Manuel Montalvo Correa (nombrado en 2011)[28]

Otros personajes destacados
- Alfonso XII de España
- Alfonso XIII de España
- Infante Alfonso de Borbón-Dos Sicilias
- Infante Carlos de Borbón-Dos Sicilias
- Alfonso Pérez Burrull
- Antonio Correa Veglison, (iii marqués de las Riberas de Boconó)
- Antoni Gaudí (arquitecto catalán)
- Antonio López y López, (i marqués de Comillas)
- Cristóbal Cascante (arquitecto)
- Claudio López Bru, (ii marqués de Comillas)
- Eusebi Güell, (i conde de Güell)
- Garcilaso I de la Vega
- Ignacio Fernández de Castro
- Joan Martorell
- Joaquín del Piélago (responsable de la primera traída de aguas de la villa)
- José Luis Sánchez Noriega
- Josep Llimona (escultor de El Ángel Exterminador situado en el cementerio de Comillas)
- Juan Antonio Güell y López, (iii marqués de Comillas y ii conde de Güell)
- Juan Alfonso Güell y Martos, (iv marqués de Comillas)
- Juan María Gerardo Güell y Martos, (iii conde de Güell)
- Juan Domingo González de la Reguera
- Lluís Domènech i Montaner (arquitecto de la Universidad Pontificia)
- Pío X (papa)
- Rodrigo Díaz de Vivar y Gómez de Sandoval, (vii duque del Infantado)
- Sofía Ellar (cantautora)[29]
- Tomás Antonio Sánchez
- Tomás Gómez Carral
- Yolanda Soler Onís